# Iglesia de San Francisco Javier (Pamplona)
La iglesia de San Francisco Javier, en el Segundo Ensanche de Pamplona (Navarra), es un edificio religioso, actualmente parroquia, considerado de estilo neogótico, construido por el arquitecto Miguel Gortari Beiner en 1951 con el importante apoyo de Félix Huarte Goñi. El conjunto escultórico, interior y exterior, es obra del granadino Eduardo Carretero y las pinturas murales, por otra parte, son obra del pintor navarro Emilio Sánchez Cayuela Gutxi Desde diciembre de 1980 está considerado Bien de Interés Cultural. Por este edificio su arquitecto recibió, en 1955, la Cruz Pro Ecclesia et Pontifice.

## Contexto histórico
Con el comienzo del siglo XX Pamplona perdió su carácter de plaza fuerte y su crecimiento urbano pasaba por el derribo del Baluarte de la Reina. El ritmo de crecimiento fue acelerado y con él surgió la necesidad de dotar al nuevo barrio, el Segundo Ensanche, de nuevos servicios como parroquias.
El Segundo Ensanche fue concebido por el arquitecto Serapio Esparza inspirado en el Ensanche de Barcelona.

Plano del Segundo Ensanche de Pamplona.

La parroquia de San Francisco Javier se creó el 7 de marzo de 1940, por decreto de Marcelino Olaechea Loizaga, obispo de Pamplona. Provisionalmente comenzó su funcionamiento en una bajera sita entre los números 30 y 32 de la Avenida del General Franco (hoy Avenida de la Baja Navarra). Poco después, el 1 de mayo, se traslada al núm. 38. Este nuevo local fue adaptada por el arquitecto Víctor Eusa. 
El primer párroco fue Jacinto Argaya Goicoechea siendo sustituido en febrero de 1943 por José Manuel Pascual Hermoso de Mendoza que permanecería al frente hasta su jubilación en abril de 1979 y sobre quien recaerá todo el proyecto del edificio eclesial de nueva planta.

## Historia
Hacia 1946-47, con el proyecto en marcha, el Ayuntamiento de Pamplona cedió el terreno para su construcción y el párroco solicita a Eusa un anteproyecto que gusta al obispo de Pamplona, Enrique Delgado Gómez, pero que, sin embargo, se encuentra con la oposición de la Diputación Foral. Esto lleva a desechar a Eusa, arquitecto de la Diputación y realizar un concurso entre los arquitectos que ganó el arquitecto pamplonés Miguel Gortari Beiner. Ante la falta de apoyo de la Diputación, el constructor, Félix Huarte adelantó el dinero de la obra, y el propio arquitecto renunció a cobrar.
La construcción del templo se inició oficialmente con la colocación de la primera piedra prevista para el 17 de junio pero, finalmente tuvo lugar el domingo 24 de junio de 1951 a causa de una fuerte tormenta impidió su celebración el día previsto. Con todo, la obra no comenzó al día siguiente porque faltaba aún por decidirse el proyecto y el arquitecto. La cimentación del templo se inició el 28 de octubre de 1951. La falta de recursos paralizó la obra durante dos meses más hasta que Construcciones Huarte puso en juego sus recursos para reiniciar su actividad y avanzar rápidamente. Llegaron a trabajar hasta 160 obreros.
Iniciada la construcción en septiembre de 1951, tras once meses de trabajos, la iglesia fue bendecida el día 2 e inaugurado el 3 de diciembre de 1952, IV Centenario de la muerte de San Francisco Javier. A la inauguración acudieron ocho arzobispos y obispos, el Jefe del Estado, Francisco Franco, con su esposa y su gobierno, el ayuntamiento y otras autoridades, así como representaciones extranjeras, comunidades religiosas y fieles en general.
La casa parroquial se continuó levantando durante 1953 y el primer trimestre de 1954. Tras ello se remataron detalles pendientes en el exterior del templo como el pórtico de la fachada principal y el bajorrelieve del acceso que da a la avenida entre mayo y agosto de 1954. Con ello se finaliza el proceso constructivo de la iglesia y la casa parroquial.
Tenía una estimación coste de ocho millones de pesetas en su diseño inicial y recibió críticas por parte de vecinos y clero que consideraban estaba «falto de monumentalidad y clasicismo». Finalmente las cuentas se elevaron a más de catorce millones de pesetas que fueron sufragados en más de un 21% por el estado y por donativos el restante que se pagaron durante los doce años siguientes.
El centro parroquial, la tercera parte restante, se levantó en año y medio, entre 1966 y 1968 con un coste inicial superior a los once millones. Entre sus dotaciones previstas y creadas estaba un bar y el cine Xavier. Félix Huarte terminó finalmente por aportar unos siete millones y medio de pesetas.

## Descripción artística

### Exterior

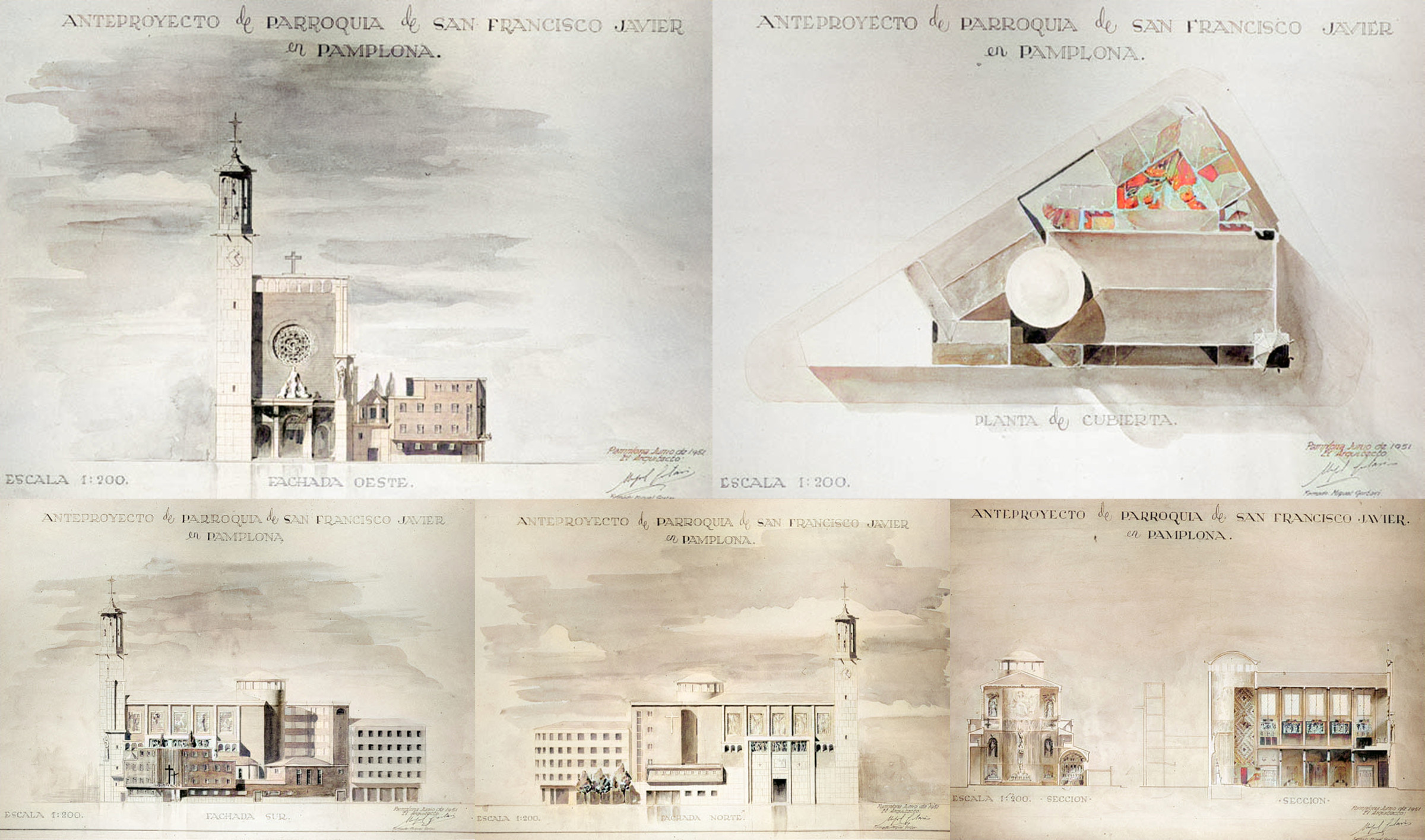

Se ubica en el cruce de las actuales calle Olite, calle Tafalla y avenida de la Baja Navarra, en una manzana en forma de trapecio irregular, en un terreno escaso. Mantiene la orientación litúrgica. El conjunto parroquial tiene una distribución jerarquizada, ordenada, buscando la unidad del conjunto, y está compuesto de tres partes diferenciadas, construidas por separado. A saber:
1. El templo, con una capacidad de mil personas sentadas, es el edificio más alto y central del conjunto. Lleva adosada una capilla, una sacristía y el baptisterio. También, a los pies, en la fachada principal orientada al oeste, está el campanario.[14]
2. La Casa de Acción Católica y el Salón de Actos, con locales para cine, un salón de actos de 600 localidades y alojamiento comunitario.
3. La Casa sacerdotal, con oficinas y despachos parroquiales, además de viviendas, incluyendo un pequeño jardín a modo de claustro que da paso tanto a la iglesia como a la capilla adyacente.[14]

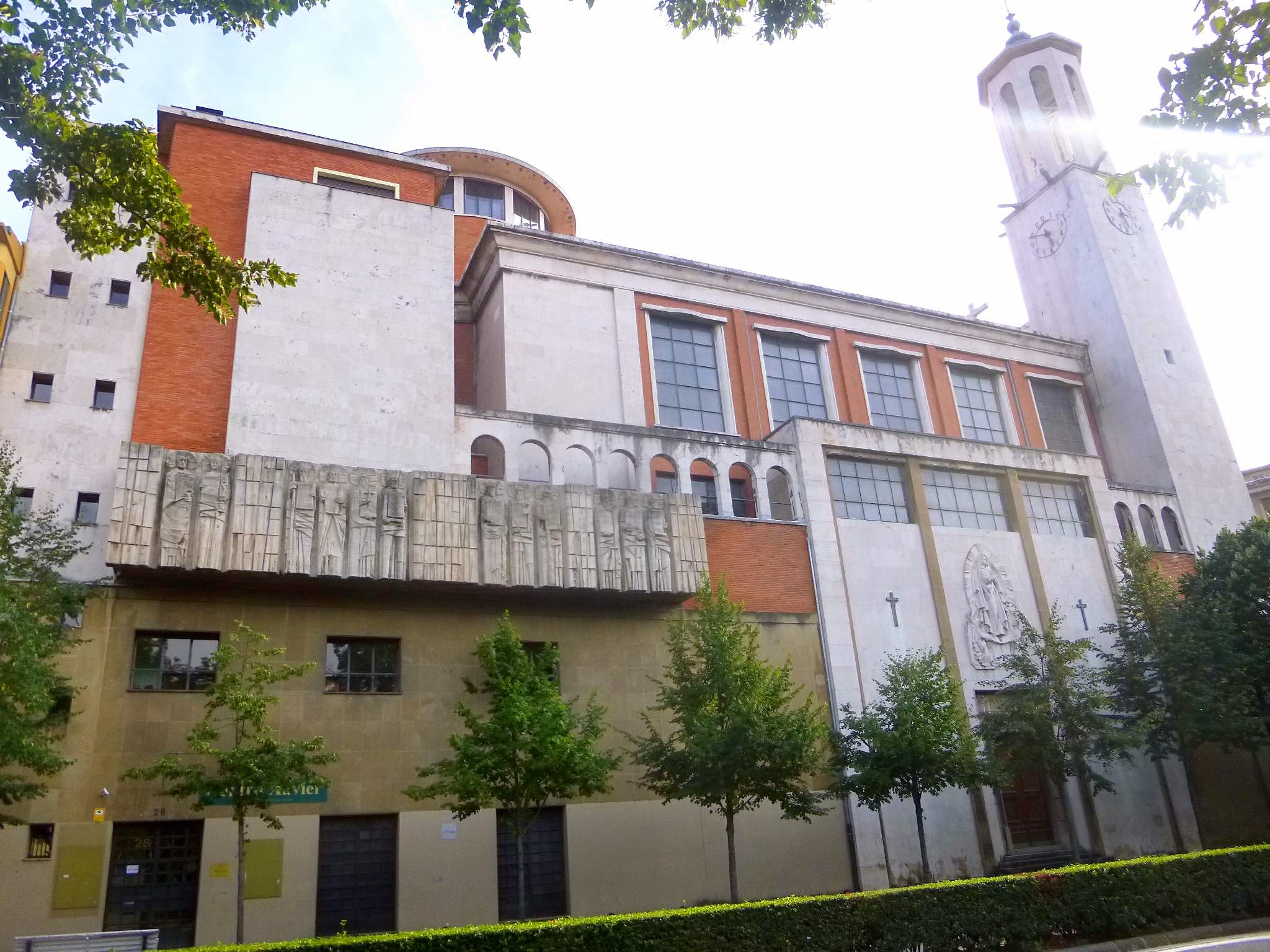
Fachada norte, junto a la Avenida de la Baja Navarra.

#### Fachadas
Desarrolladas en base a mantener ese orden del conjunto, buscan «pureza en las formas, equilibrio en los volúmenes y proporciones armónicas, descartando el exceso decorativo» y empleando cuidadosamente materiales, texturas y colores, por lo que combina piedra arenisca de Tafalla, piedra de Colmenar en basamentos y partes relevantes y ladrillo cara vista en el resto.
La fachada principal está orientada al oeste, a la calle Olite, mostrando un triple acceso, sobre los cuales, apoyados en arcos de medio punto, se muestra un tímpano que representa el milagro del crucifijo devuelto de las aguas por un cangrejo. Sobre este conjunto escultórico, un rosetón central que ilumina la nave con una simbología centrada en la Santísima Trinidad. Destaca en ella hacia el norte la torre de 50 m de altura, con su campanario. Y hacia el sur, otra figura, esta vez de San Ignacio de Loyola.
De las laterales, la fachada septentrional mira a la Avenida de la Baja Navarra. Tiene una puerta de acceso, usada excepcionalmente, sobre la que se muestra la imagen de la Inmaculada Concepción. Se muestra esta fachada magnífica, con solemnidad, los distintos volúmenes del conjunto. Así se observa el friso del Apostolado de Carretero tallado en piedra, de más de 20 metros cuadrados, colocado durante la fase de edificación del centro social.
La fachada meridional, mirando a la calle Tafalla, tiene un acceso a ras de suelo que facilita la entrada a personas con sillas de ruedas o coches de niños. Este acceso, mediante un atrio, atraviesa el jardín interior que comunica la casa parroquial con la iglesia y la capilla de la Virgen de Fátima. Presenta un gran lienzo de piedra, de forma cóncava, en ángulo, apoyado sobre dos columnas que dan paso al jardín que comunica, al mismo tiempo, la casa sacerdotal, la iglesia y la capilla.

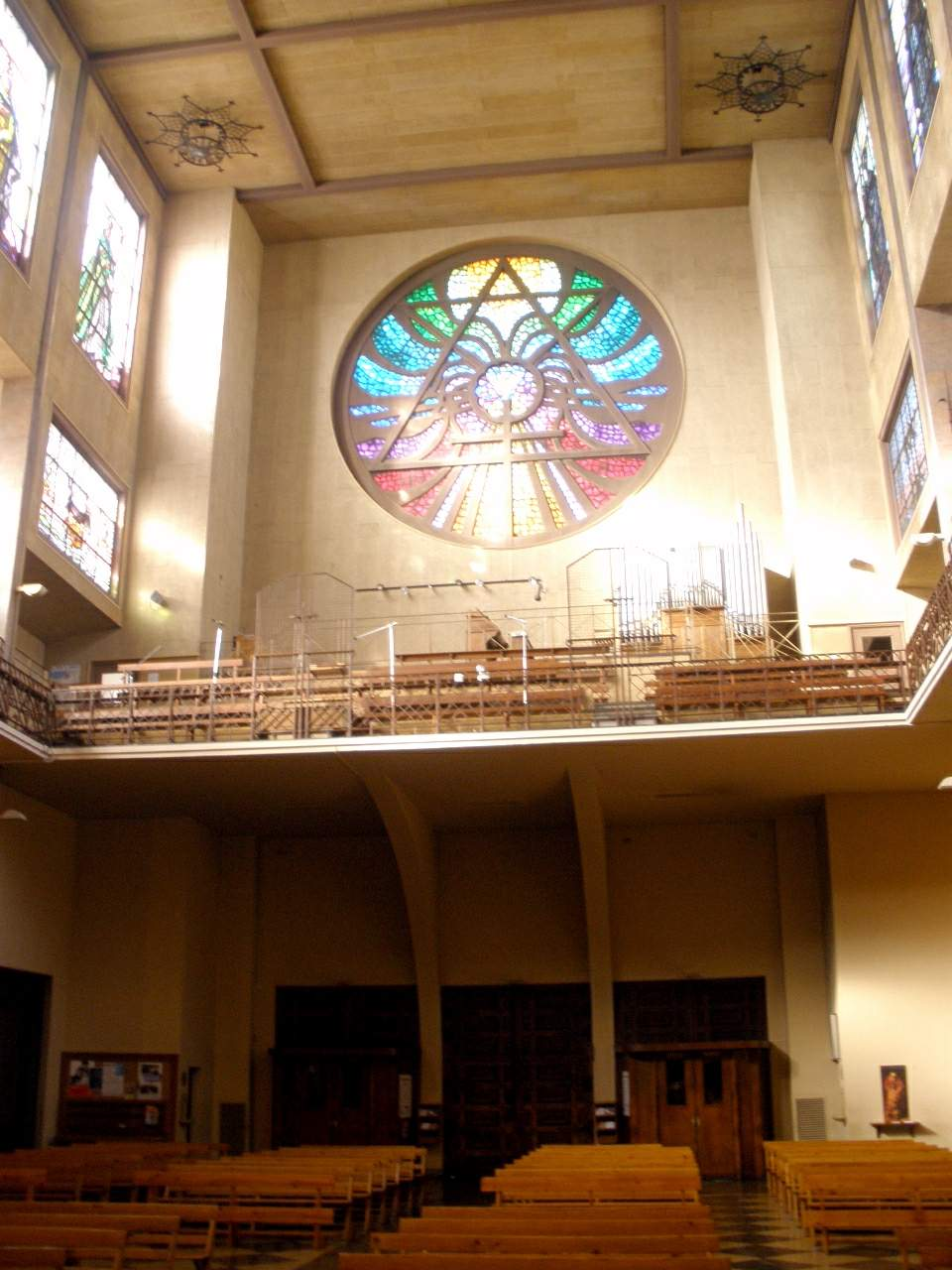
Detalle del interior, fachada occidental.

### Interior
De nave única, con una gran iluminación, muestra ya elementos arquitectónicos posconcilares. Está cortada rítmicamente por pilares verticales revestidos de mármol conformando cinco tramos incluyendo el tramo sobre el que se eleva el coro. A su vez, en la disposición vertical del espacio, pueden distinguirse tres niveles:
1. El nivel inferior, destinado a los altares laterales, puertas de acceso, la capilla y el baptisterio.
2. El nivel intermedio, formado por los palcos y el espacio del coro, en una disposición perimetral.
3. El nivel superior, con los grandes ventanales recubiertos de vidrieras coloridas y luminosas.[20]

#### Presbiterio
Se levanta sobre siete gradas, quedando en un espacio bien diferenciado respecto a la nave, donde además existe una iluminación cenital sobre el mural, luz que entra por las vidrieras de la cúpula que lo remata. Su decoración, con mármol verde y negro, resalta los tonos broncíneos del altar y las águilas que adornan los ambones, así como de las barandillas y apliques de lámparas. Se completa este espacio de sorprendentes perspectivas creado por Miguel Gortario con los bajorrelieves y la escultura del santo de Javier, obra de Eduardo Carretero, todo ello en plena armonía con las pinturas murales de Emilio Sánchez Cayuela "Gutxi".

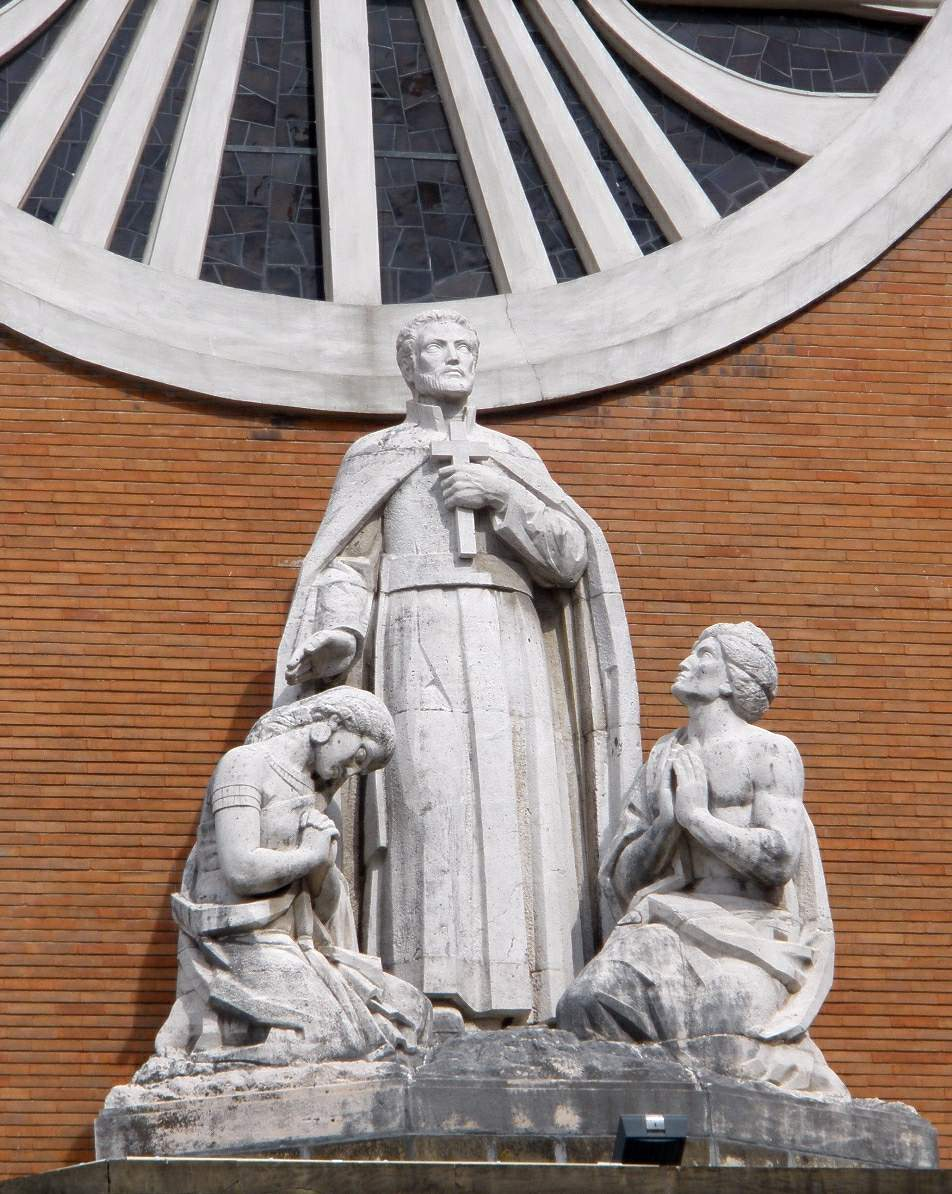
El milagro del Crucifijo de San Francisco Javier devuelto por un cangrejo, de Eduardo Carretero.

#### Escultura
La labor escultórica del templo la realizó por completo el escultor Eduardo Carretero, tanto en el exterior del edificio como en el interior. En la parte de la cabera, complementando las pintura murales, hay cuatro tallas, de los Evangelistas, con unos 4,5 metros sobre peanas que plasman el tetramorfos. En el lado de la epístola, Marcos y Lucas, y del evangelio, Mateo y Juan. Los bajorrelieves, del mismo autor, representan a San José y a la Inmaculada Concepción.
En el ábside, una escultura monumental, también de 4,5 metros, representando a San Franciso Javier como patrono de Navarra y las Misiones, con el crucifijo alzado en la mano derecha, y la sotana jesuita abierta con la mano izquierda para mostrar el corazón en llamas por amor a Cristo. Sobre la peana en la que descansan sus pies, el emblema de Javier. Esta figura del cuerpo central forma parte de la escena mural que la rodea. 

En el exterior del templo, como ya se ha indicado, el conjunto del tímpano de la fachada principal, presenta sobre una peana al santo patrón del templo, de 4,5 m de altura, en una de las escenas de su vida, recreando el milagro del cangrejo. Muy cercana a esta escena, se levanta una imagen de San Ignacio de Loyola en piedra, de 3,5 m de altura mientras que en la fachada norte, sobre una puerta de acceso, se muestra un relieve de la Asunción en piedra, de 8 m de altura.

Esculturas de Eduardo Carretero en el exterior
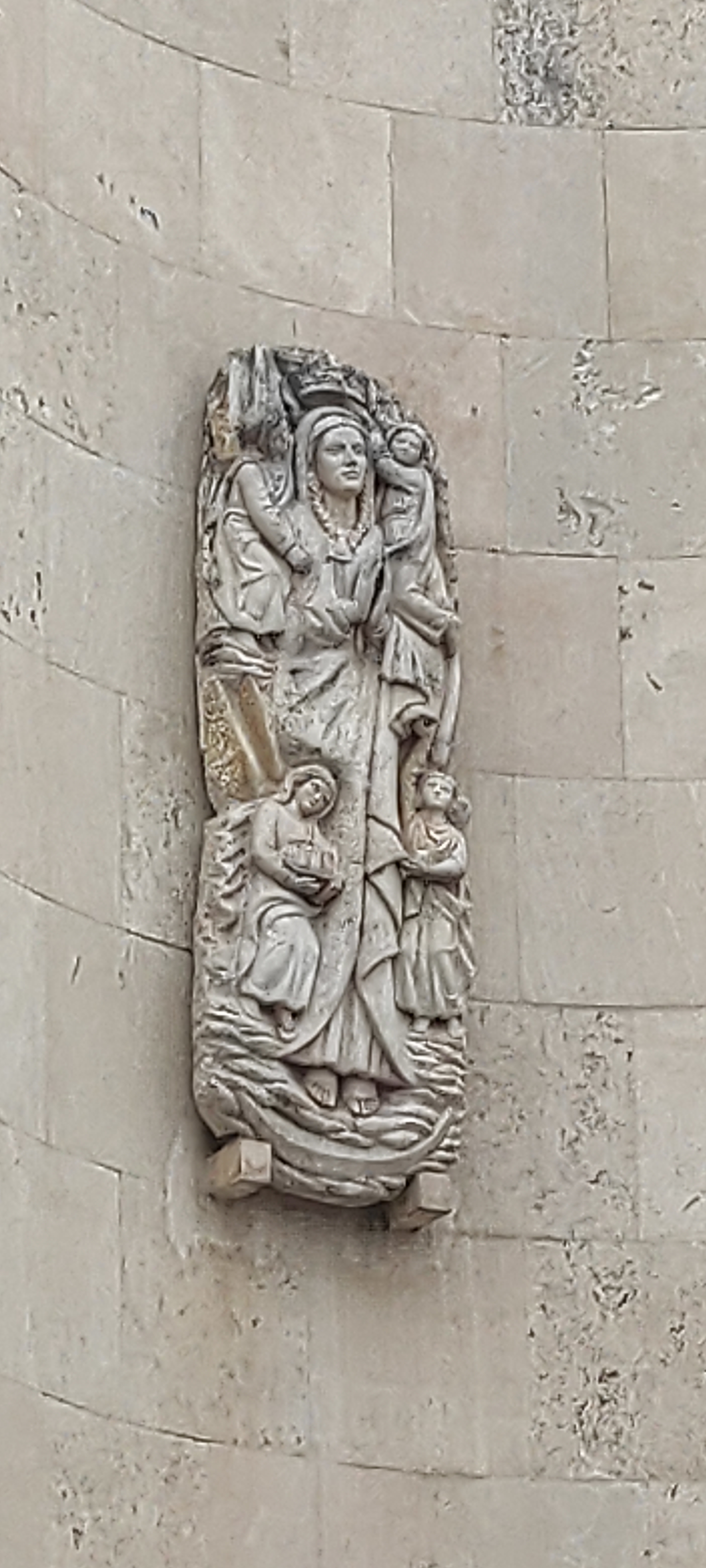
Asunción. Fachada meridional.
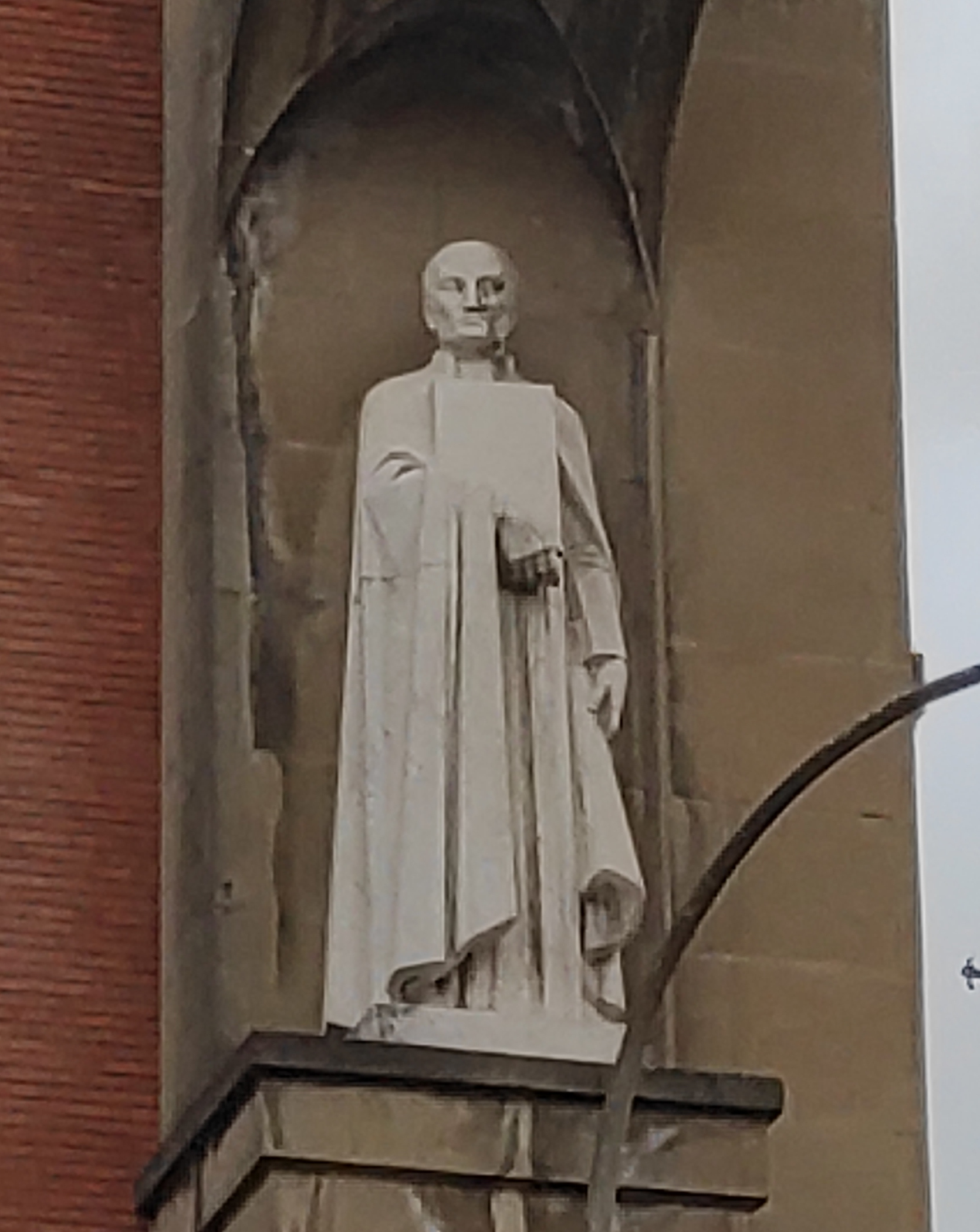
San Ignacio de Loyola. Fachada oriental.
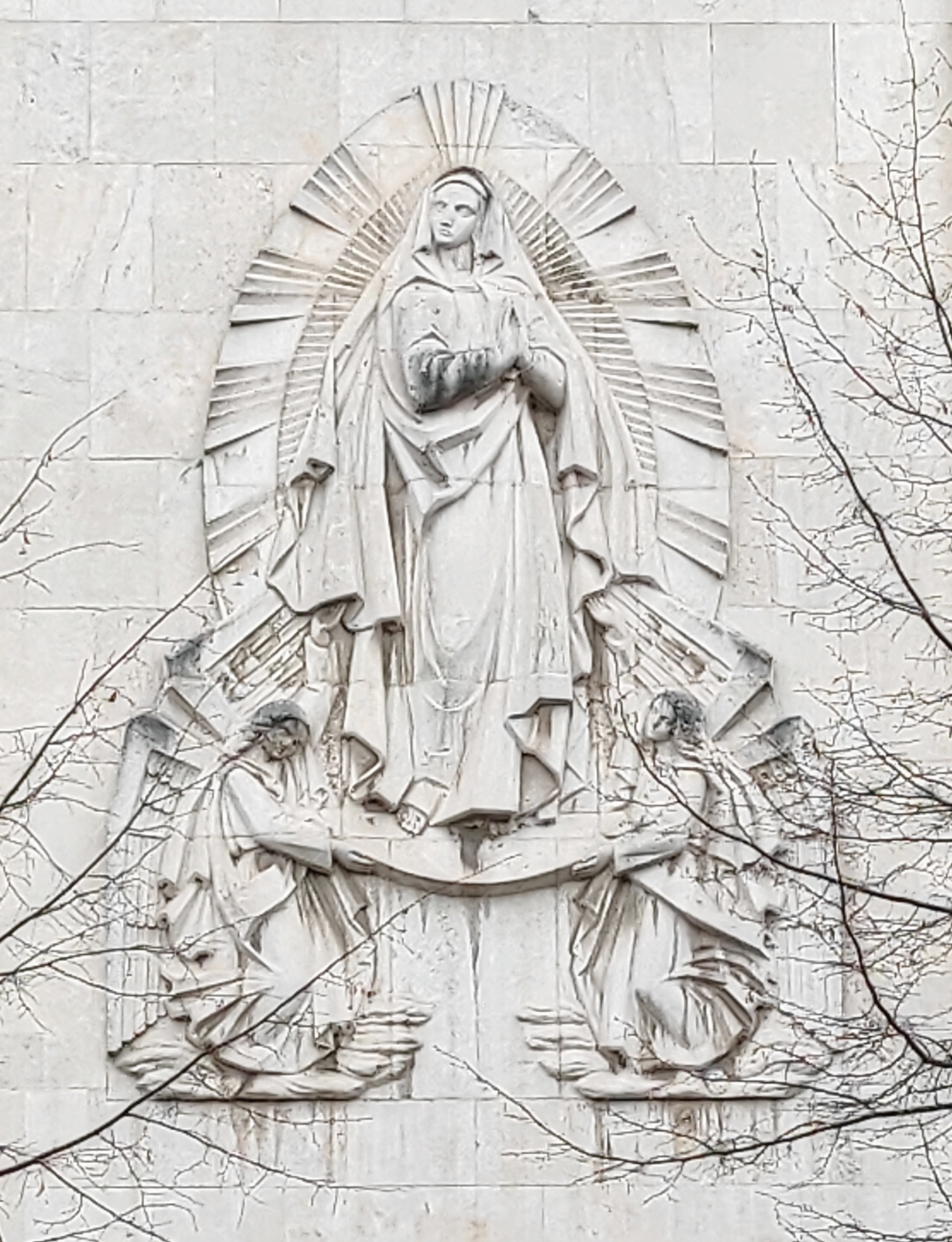
Virgen con ángeles. Fachada septentrional.
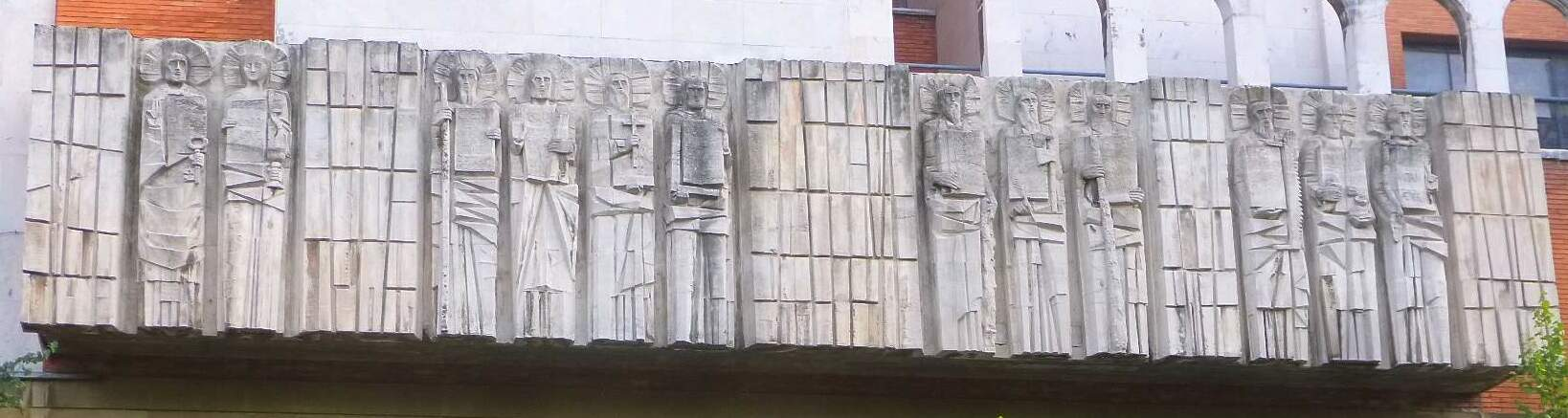
Apóstoles

Relieves de Eduardo Carretero en el interior de la iglesia
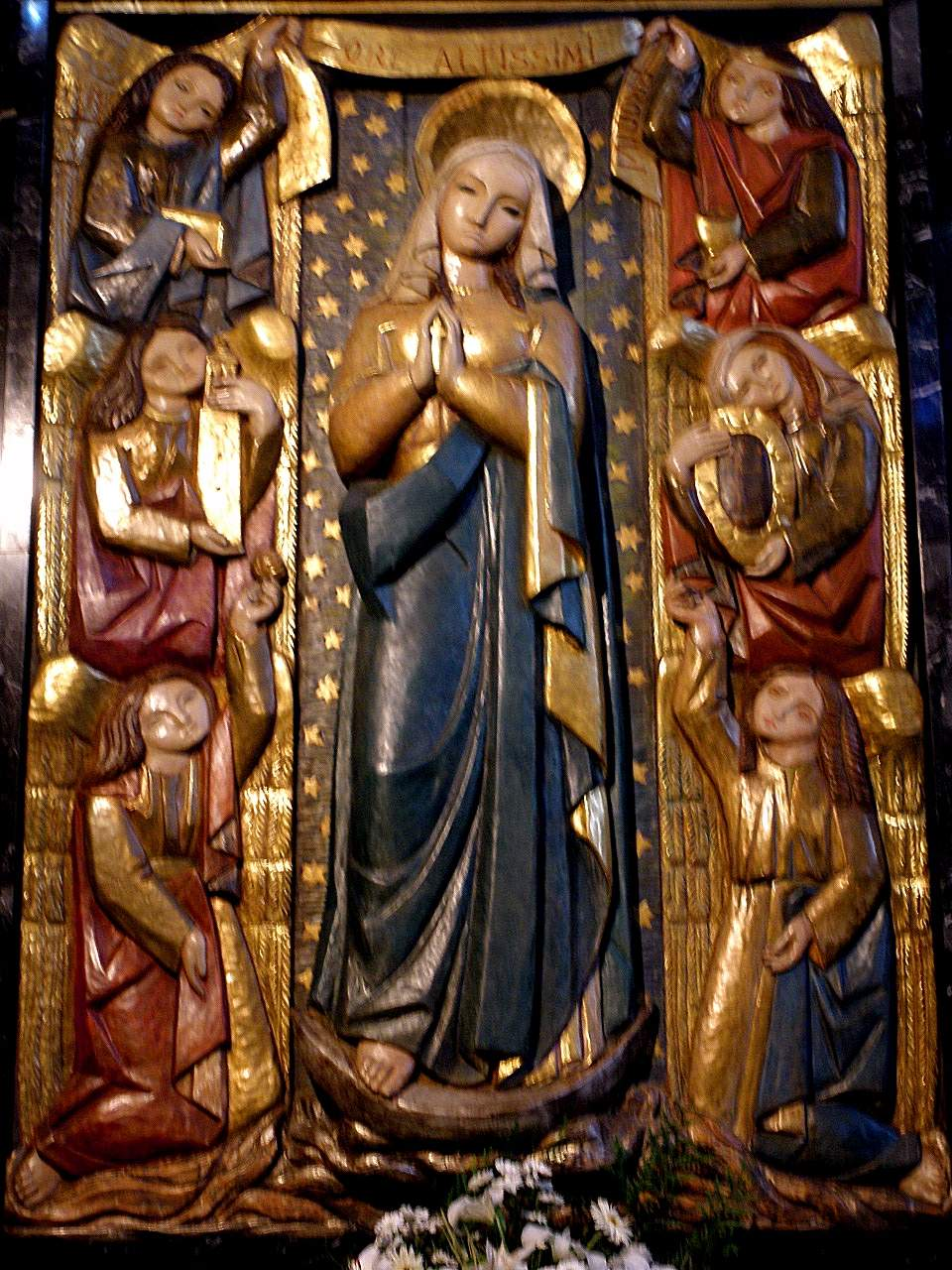
Virgen María (4 m x 3 m)
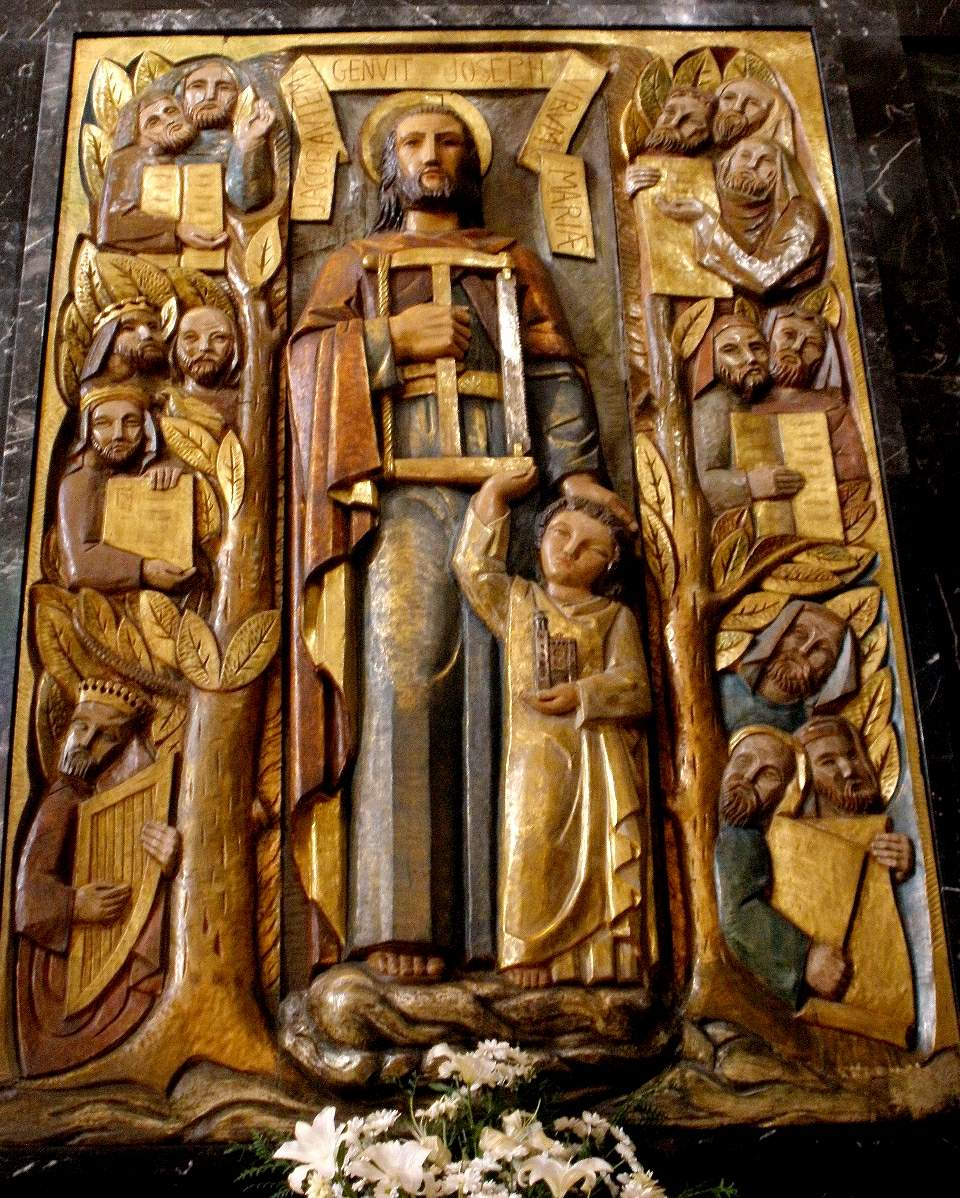
San José Carpintero con el Niño (4 m x 3 m)

#### Pintura
Del interior de la iglesia son llamativas las pinturas murales firmadas por Emilio Sánchez Cayuela que decoran el presbiterio. Ocupan una superficie de 250 metros cuadrados. La iluminación cenital que penetra por la cúpula, ilumina de forma especial todo el conjunto pictórico de este ábside.
El cuerpo central, representando la predicación con los indígenas (con una escultura del santo en el centro), muestra una iconografía en la tradición barroca de pintores como Vicente Berdusán.  Ambos lados de esta escultura muestran murales con dos grupos dispuestos ordenadamente, en simétrica composición triangular. A la derecha del santo se representan habitantes de la India. Las edificaciones del fondo situarían la escena en Trichendur o en Suchindran, al sur de la India. El grupo a la izquierda representa a gentes del Japón, quizá Cangoxima, en base a los detalles dibujados y al volcán Satsuma representado.
Por finalizar la escena, dada la altura del ábside, se muestra sobre la tierra un Cielo con las figuras de la Trinidad en disposición vertical, en una gloria compuesta de ángeles y nubes. Esta representación de la gloria con la Trinidad supone una innovación en el tema iconográfico.

A ambos lados, a modo de tríptico, se observan otras dos pinturas. Una representa al santo orando en Oriente y otra refiere la muerte de San Francisco Javier.

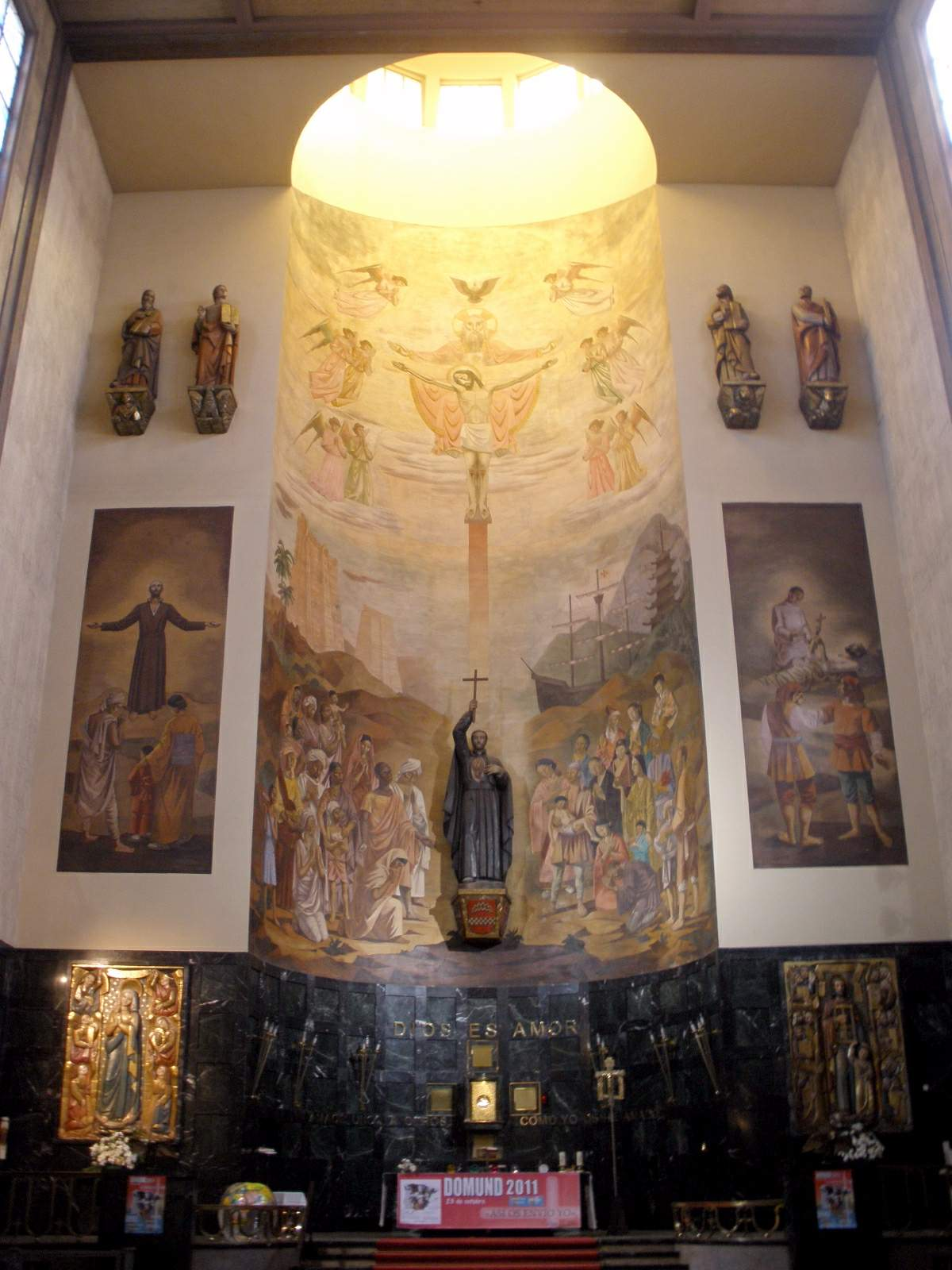
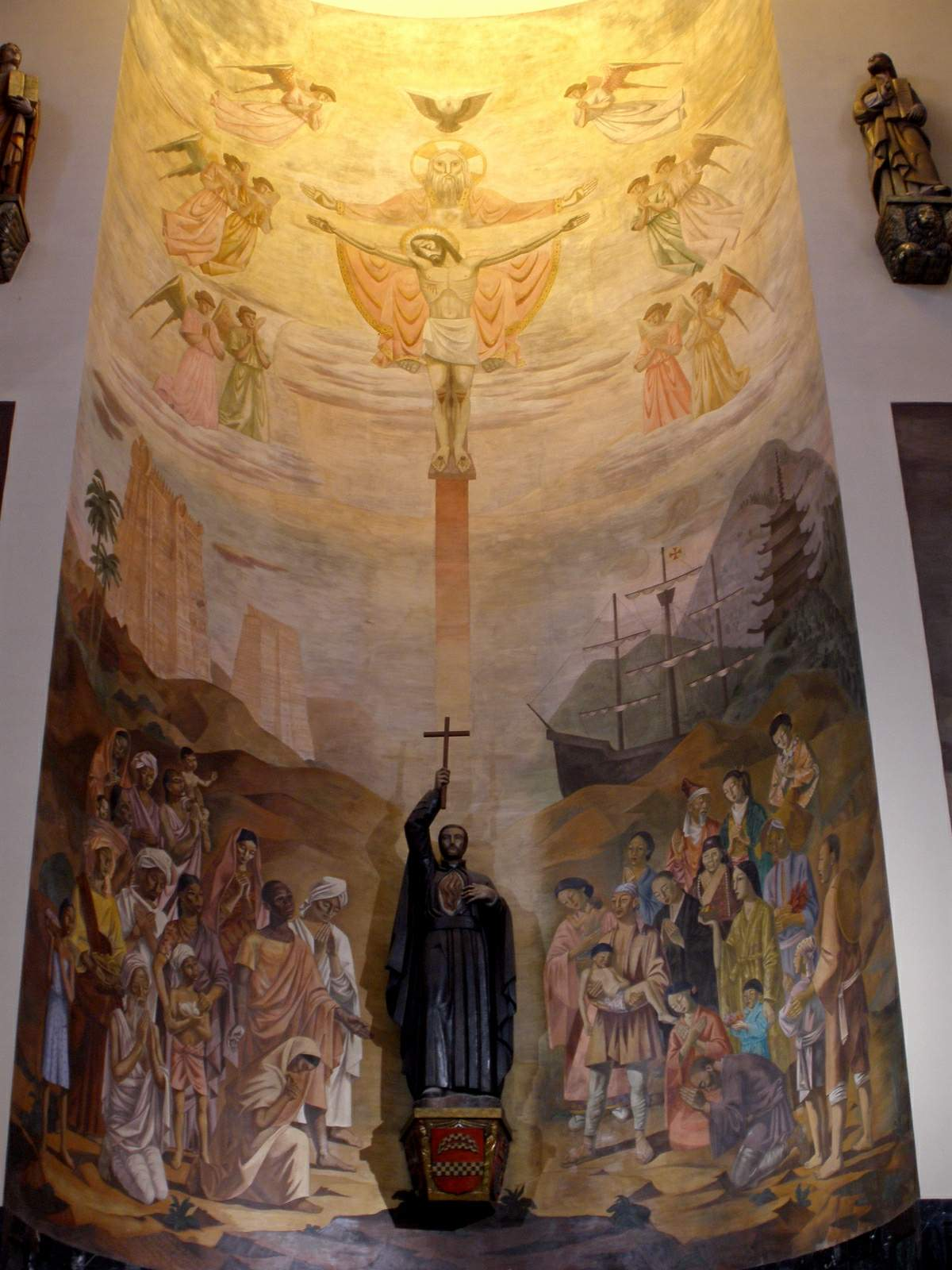
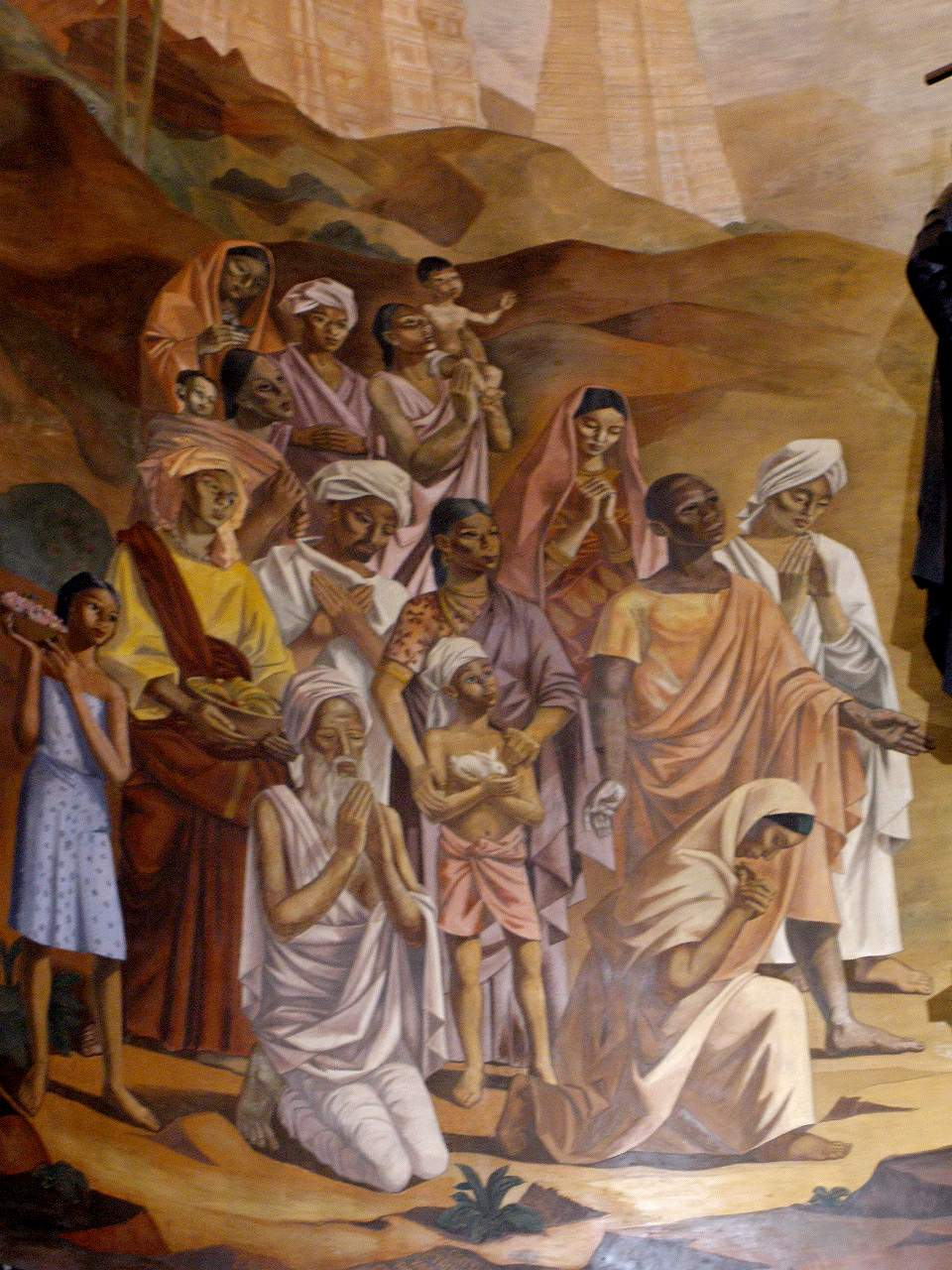
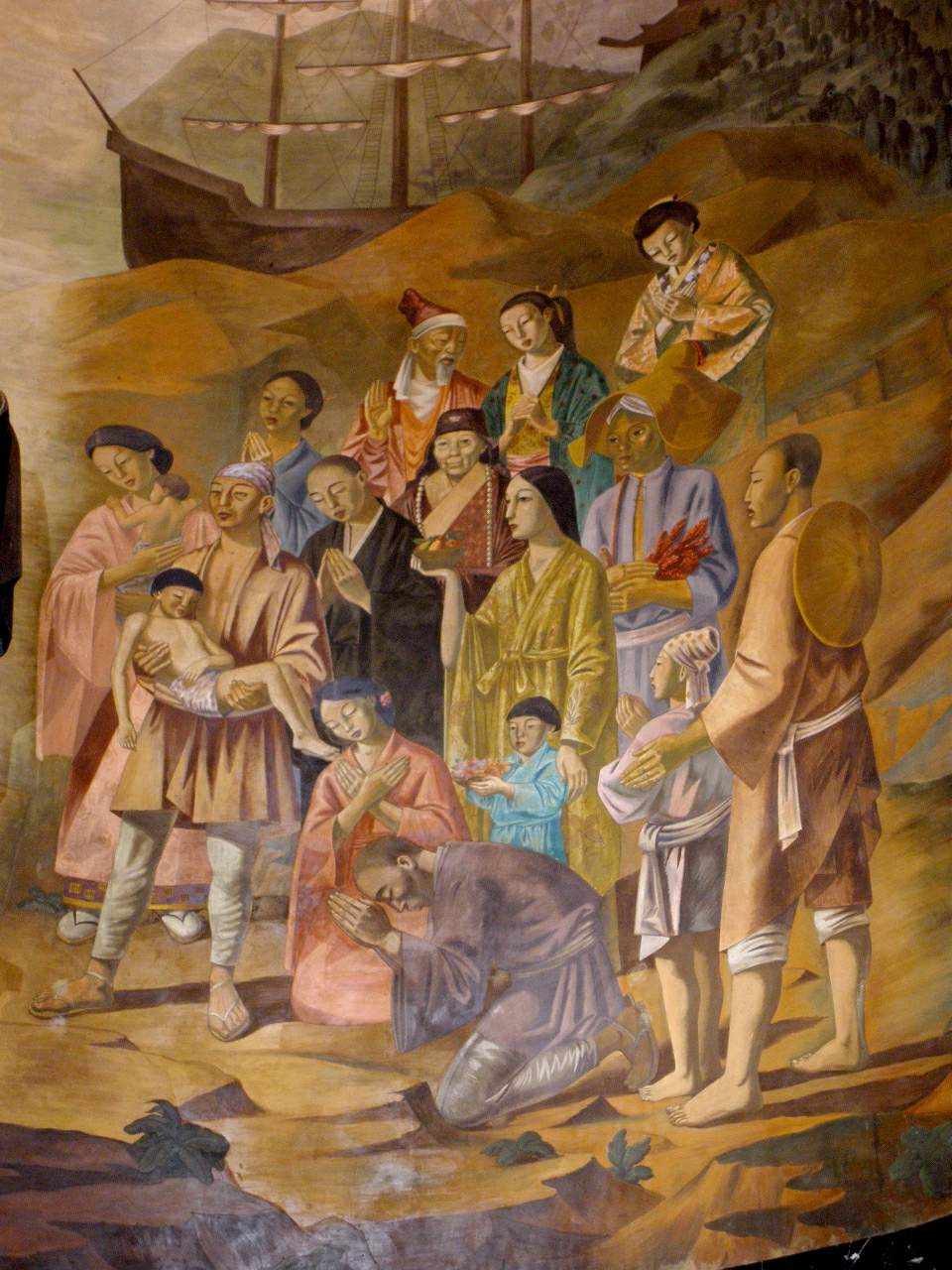

#### El San Francisco Javier de Gustavo de Maeztu
Ya presente desde los comienzos de la parroquia en 1940, por encargo del arquitecto Víctor Eusa, que acometió las obras de acondicionamiento de la bajera, Gustavo de Maeztu realizó el lienzo-retablo. Lo pintó en la misma bajera que servía de iglesia, de prisa y con malos materiales por lo que se deterioró rápidamente y tuvo que ser ocultado. En el traslado al nuevo templo fue colocado en una capilla lateral tras haber sufrido mayores estropicios. Gutxi remató el cuadro en la parte que Maeztu dejó inacaba por impedirselo el sagrario.

#### Vidrieras
Cumplen un triple funcionalidad:
1. Elemento arquitectónico, como parte integrante de la estructura
2. Carácter decorativo, con un diseño elegante, y
3. Carácter didáctico, con un programa iconográfico complementario de la misión doctrinal de escultura y pintura.[28]
4. Ser fuente de luz, tanto en el sentido de iluminar el espacio interior como en el sentido de iluminar el espíritu de feligreses.[29]

El conjunto de vidrieras, de Casa Maumejean, muestran a los 12 apóstoles repartidos en 10 vidrieras, 5 por cada lateral:
1. En la fachada sur a Bartolomé, Tomás, Santiago el Mayor y Juan, Simón y Felipe.
2. En la fachada norte, a Judas Tadeo, Santiago el Menor, Pedro y Andrés, Mateo y Matías.

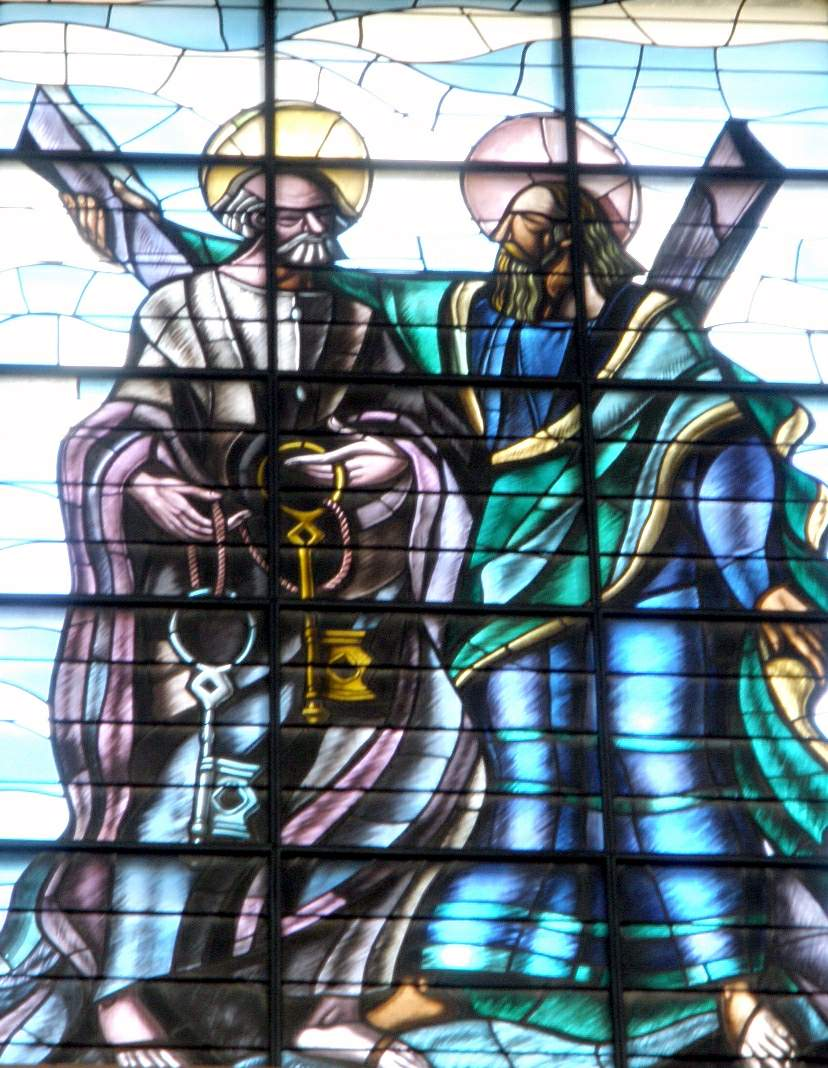
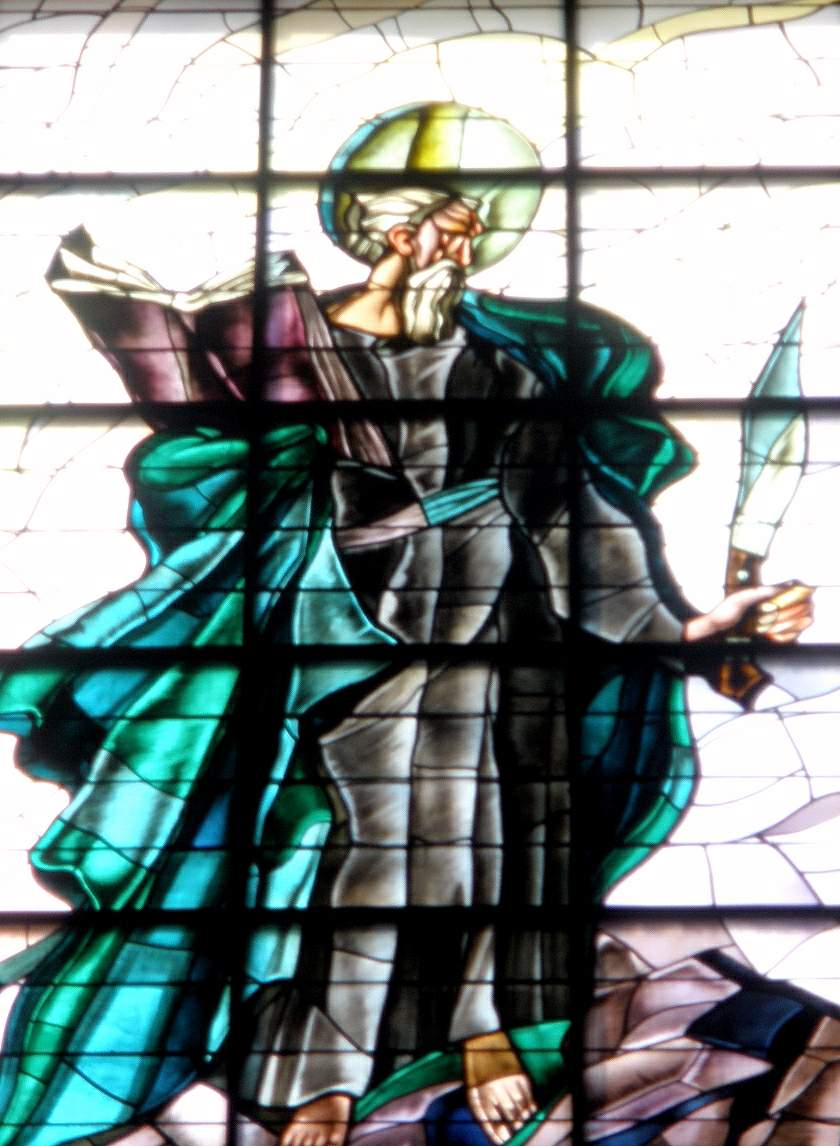
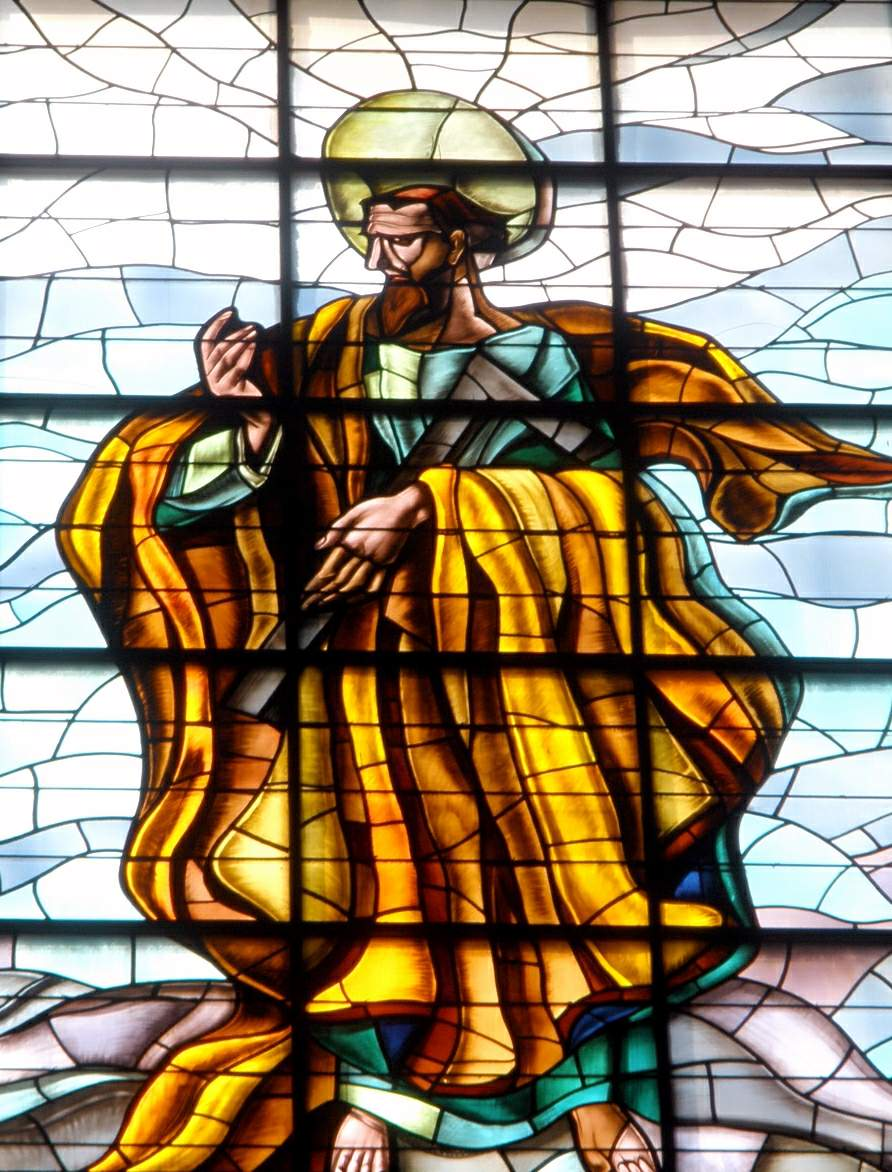
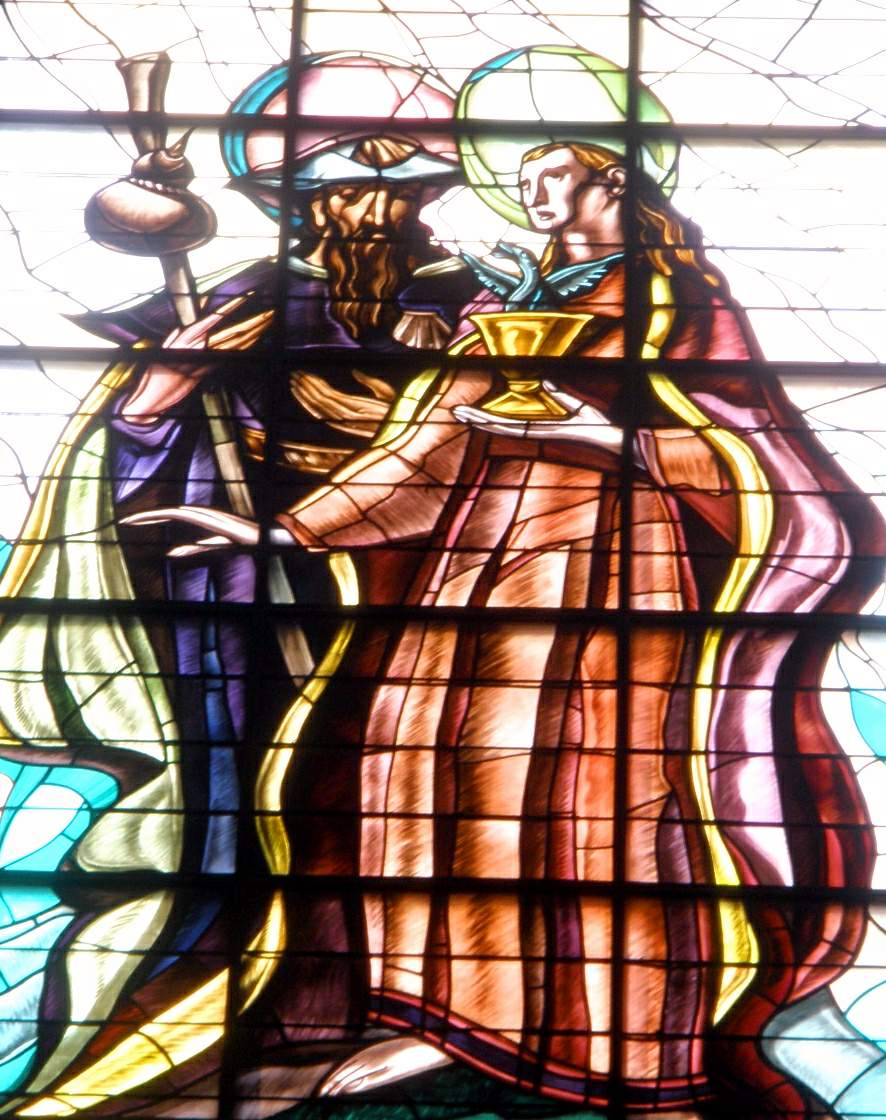
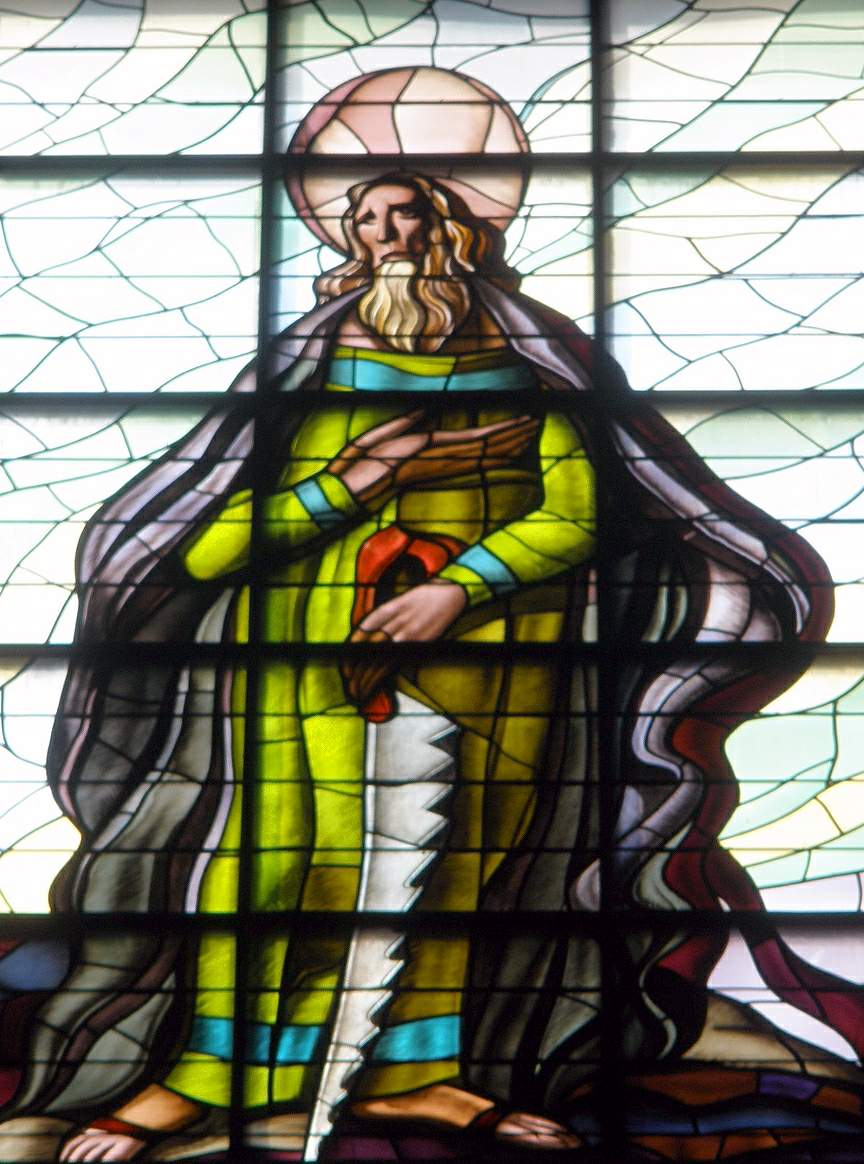
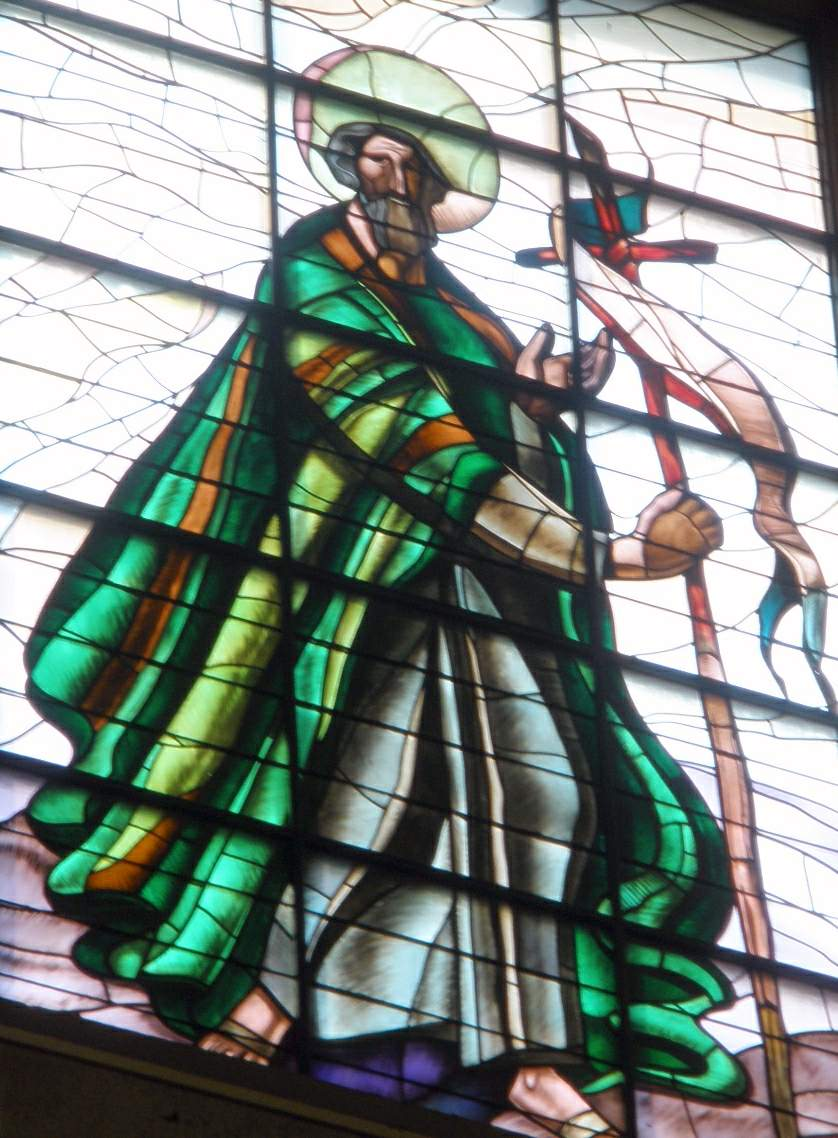
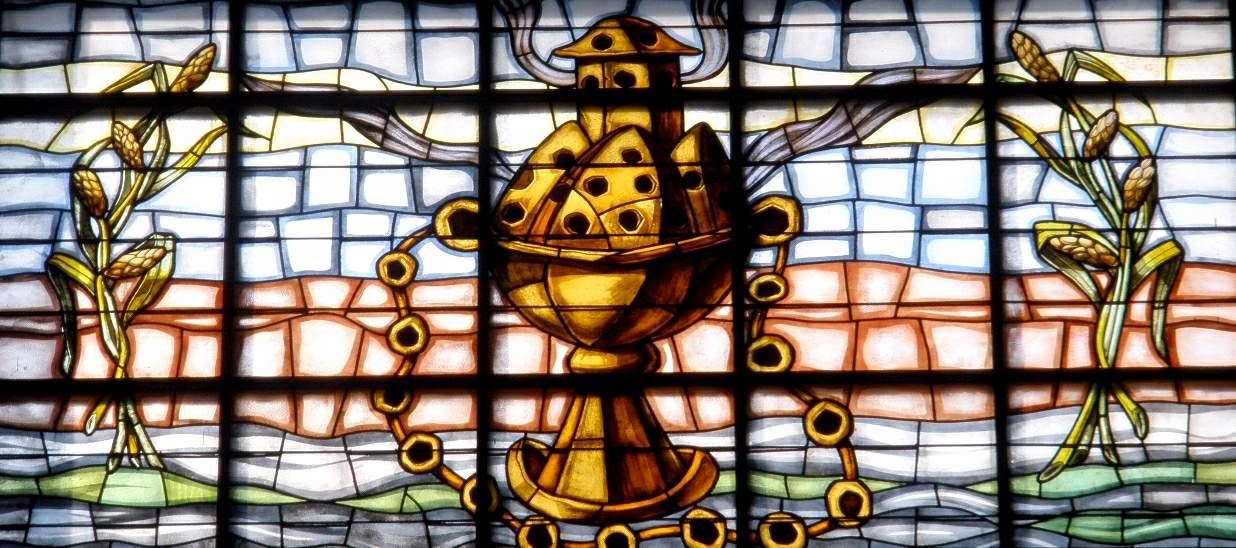
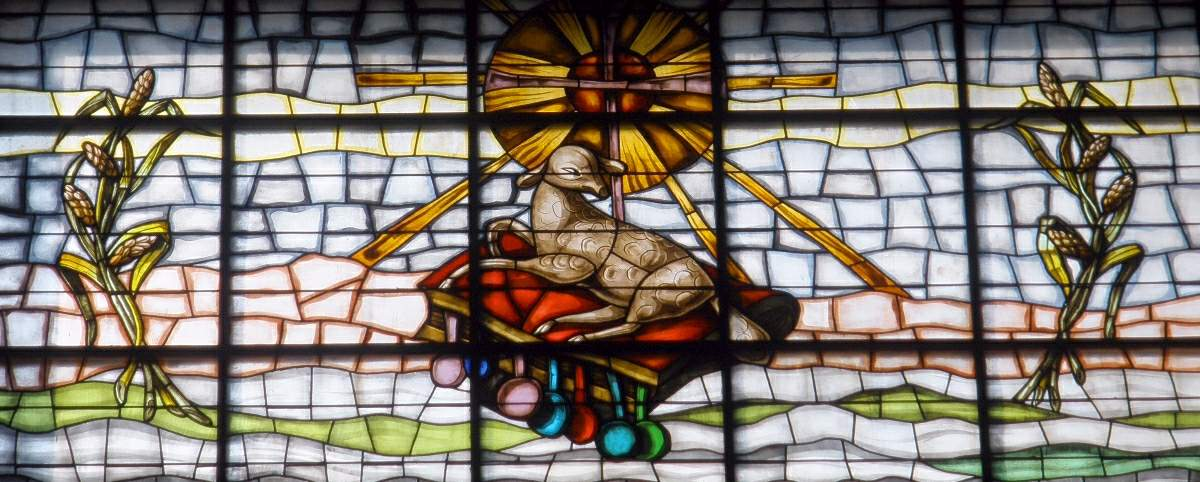
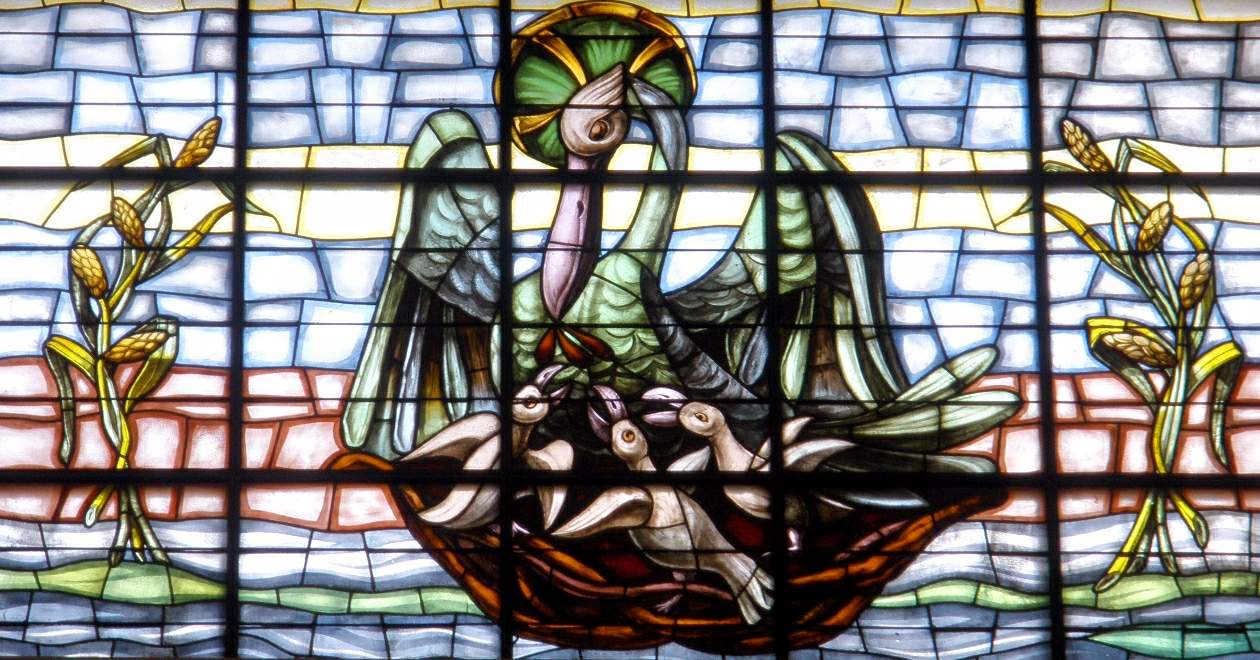
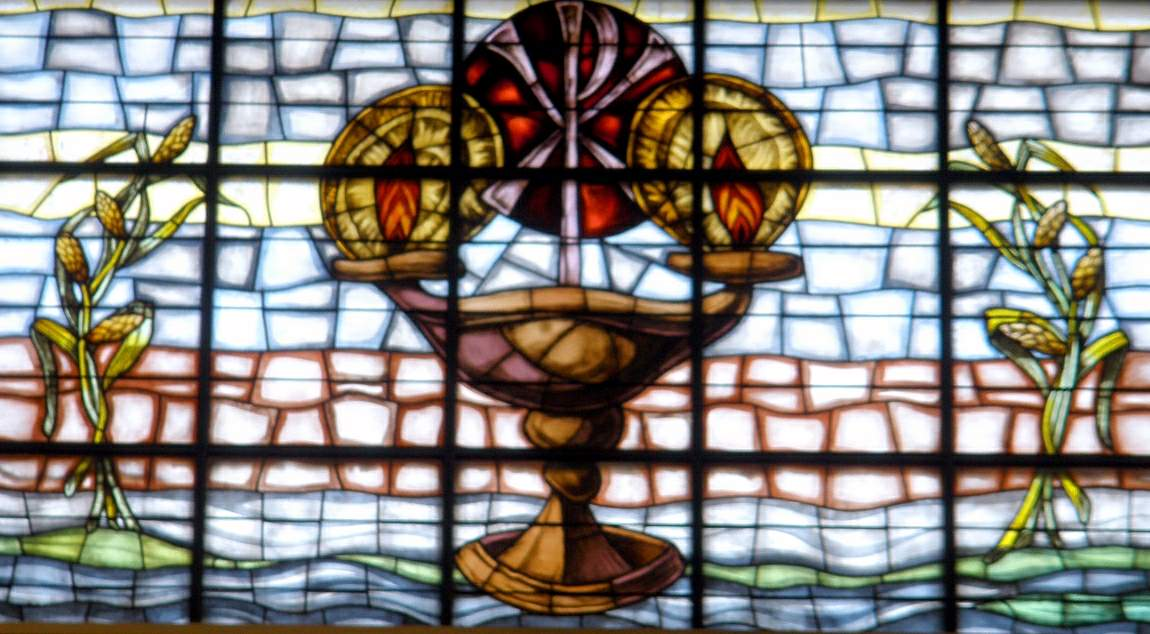
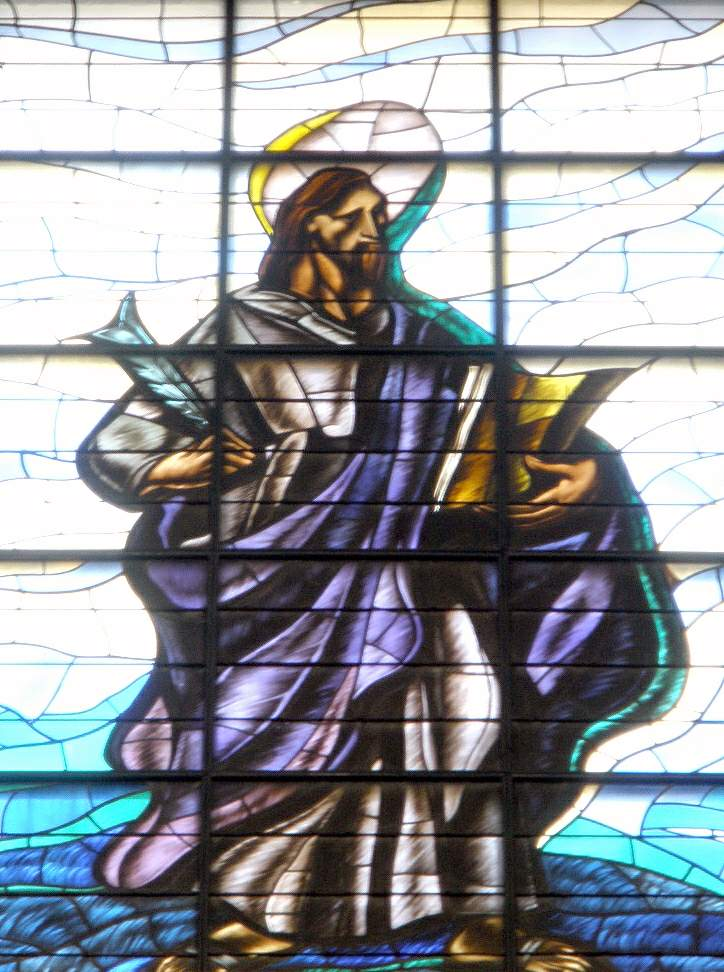
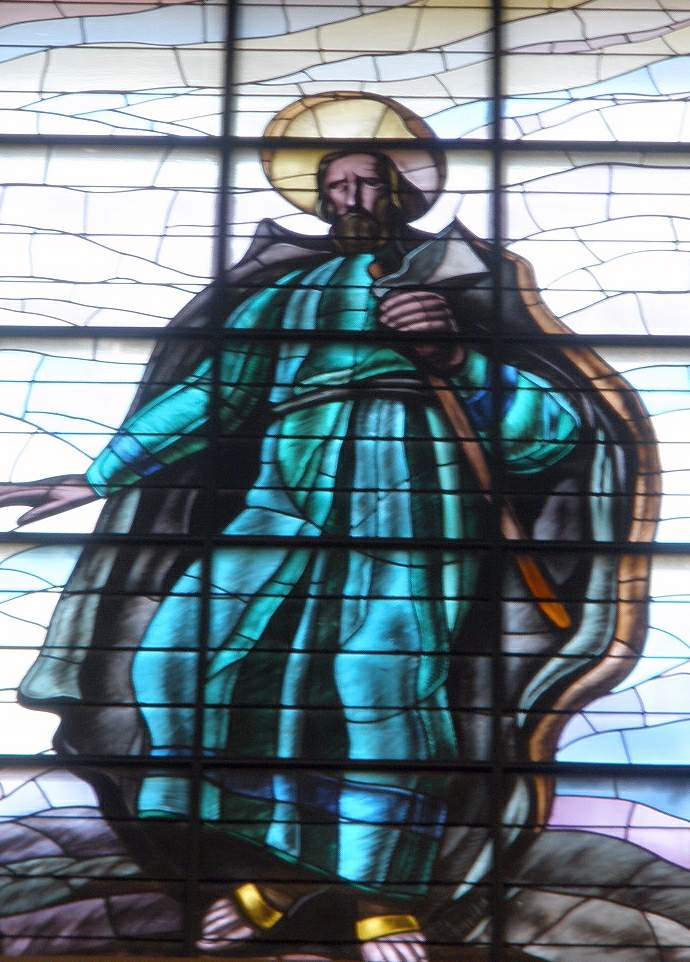

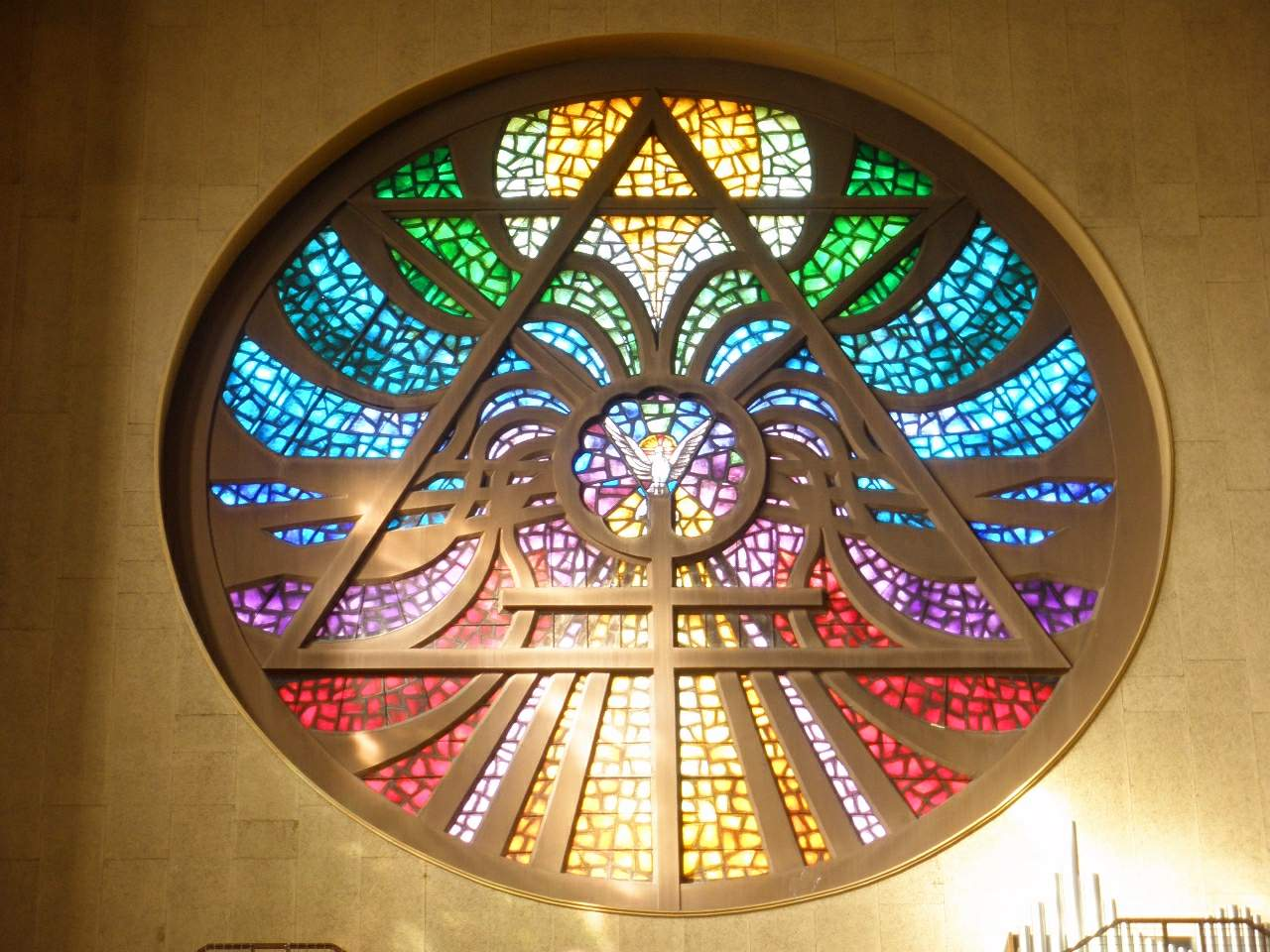

Además, debajo de cada vidriera, otras diez vidrieras con motivos alegóricos que van desde la barca de Pedro, simbolizando la Iglesia, al Cordero Místico, pasando por la fuente bautismal, o el pez y la cesta de panes.
Además de estos ventanales, merece reseña aparte el rosetón sobre la fachada principal mostrando un mensaje trinitario donde domina compositivamente el gran triángulo simbolizando la Trinidad cristiana. En el interior del mismo se muestra un círculo como figura geométrica que simboliza la ausencia de principio y fin, eterno continuo, o Dios Padre. Bajo este círculo parte una cruz, símbolo de Jesucristo, Dios Hijo. Dentro del círculo, apoyándose en la cruz, una paloma en la parte central de la vidriera, símbolo del Espíritu Santo, centro y fuente de vida.
El tratamiento de la iluminación en todo el conjunto es una de las características más cuidadas por el arquitecto aproximándose a la función de las vidrieras en la arquitectura moderna apuntada posteriormente, en 1963, por el dominico Arsenio Fernández Arenas como si 

“el templo estuviera construido con piedras preciosas de rubís, esmeraldas, topacios, y diamantes, y la luz fuera la irradiación de su mismo cuerpo, recordando la descripción de la Jerusalén Celestial hecha en el libro del Apocalipsis. La intención es crear una iluminación interior extraña, sorprendente... En esta intención hay un sentido de expresar algo misterioso, religioso, sagrado, luminoso”.

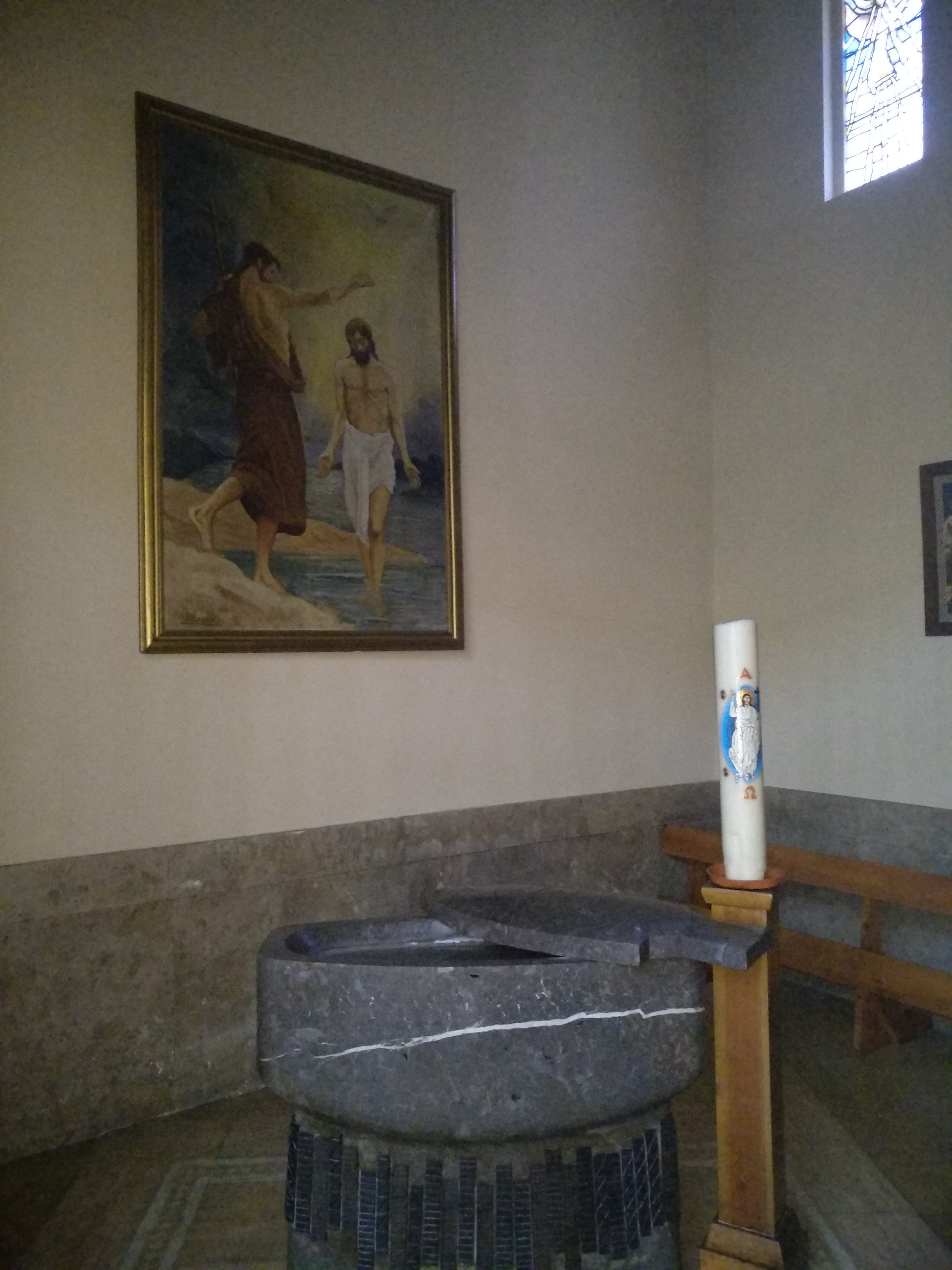
Baptisterio.

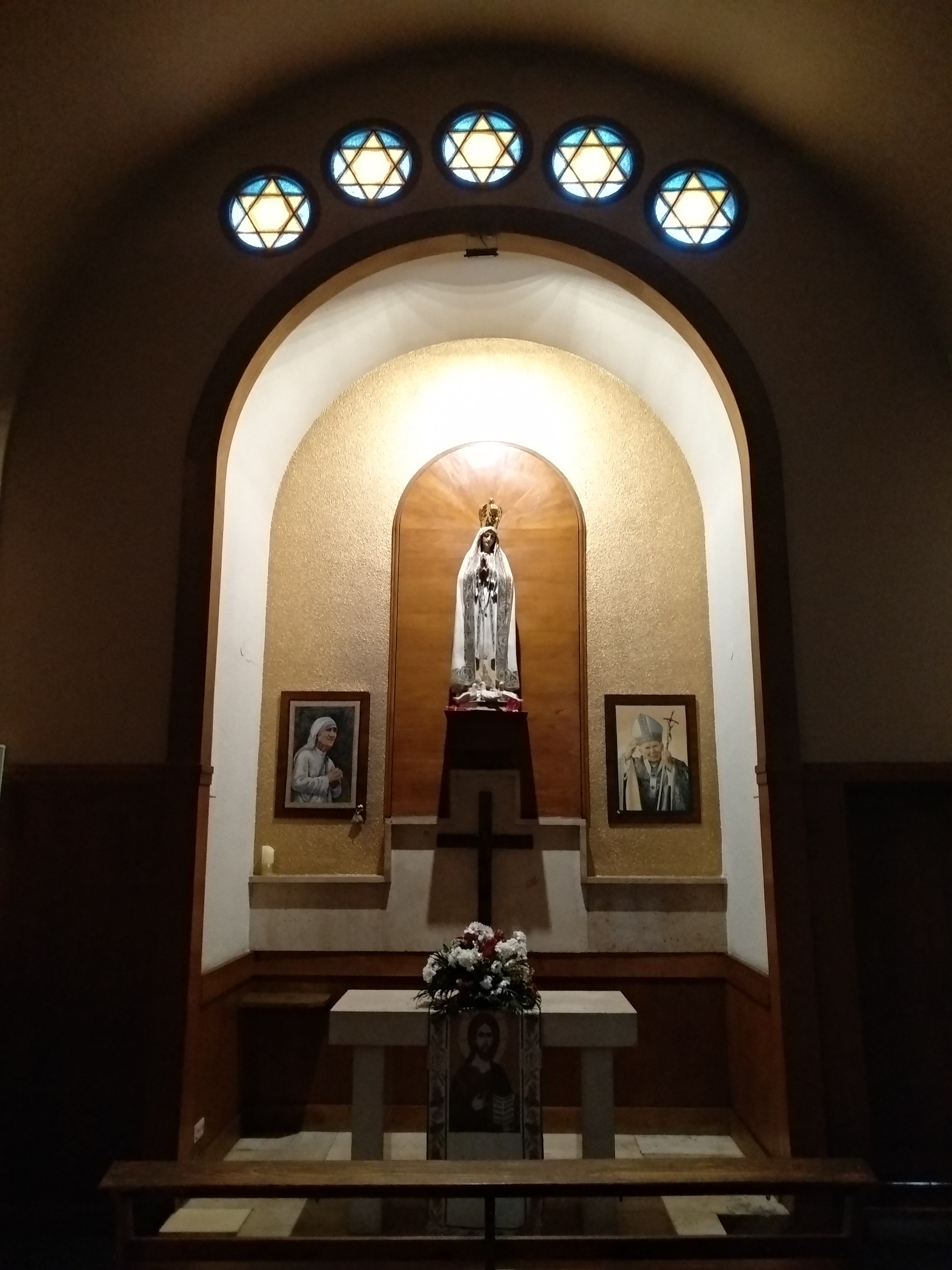
Capilla de la Virgen de Fátima.

### La capilla y el baptisterio
Adosada a la iglesia, en el tramo inmediato al presbiterio por el lado de la Epístola, está la capilla de la Virgen de Fátima, advocación de gran auge a mediados del siglo XX. Tiene un aforo para 40 personas, una planta rectangular, una cabecera recta, y está comunicada tanto con la iglesia, mediante una reja, como con el atrio que acoge el jardín compartido con el acceso meridional y la casa parroquial. El interior presenta una cubierta semicircular con una imagen de la Virgen de Fátima bajo un arco sobre el cual se construyeron cinco claraboyas que proporcionan una suave iluminación interior.
El baptisterio, en cambio, se sitúa en el lado del Evangelio, a los pies del templo, cerca de los accesos principal y septentrional. Es un espacio trapezoidal, independiente, separado también por una reja del resto de la iglesia, con una cubierta plana abierta a una cúpula hexagonal irregular, reforzando el tradicional carácter bautismal que desde antiguo asociaba a las plantas poligonales con este rito sacramental. Preside la estancia un cuadro del pintor Crispín, sobre el Bautismo de Cristo. Actualmente, desde 2002, la antigua pila bautismal, en mármol blanco, fue reemplazada por la procedente del Colegio del Sagrado Corazón de Jesús, en mármol gris y forma de pez. La vieja pila sirve de peana de la imagen de la Virgen ubicada en el exterior, en el atrio meridional.

### Casa sacerdotal
La casa sacerdotal o parroquial se construyó conjuntamente a la iglesia, pero no de forma simultánea. En noviembre de 1952 ya estaba prácticamente terminada la iglesia, mientras la residencia necesitó la mitad de ese año, el año siguiente al completo y el primer trimestre de 1954. Situada en la parte meridional del conjunto muestra una rígida geometría que permite ver por encima los muros de la iglesia, sus vidrieras así como la cúpula del altar y la torre. El acceso a esta parte, como ya se ha indicado, lleva también al atrio ajardinado compartido con la iglesia y la capilla. Además de las habitaciones, están las oficinas y el archivo, además de un salón de conferencias.

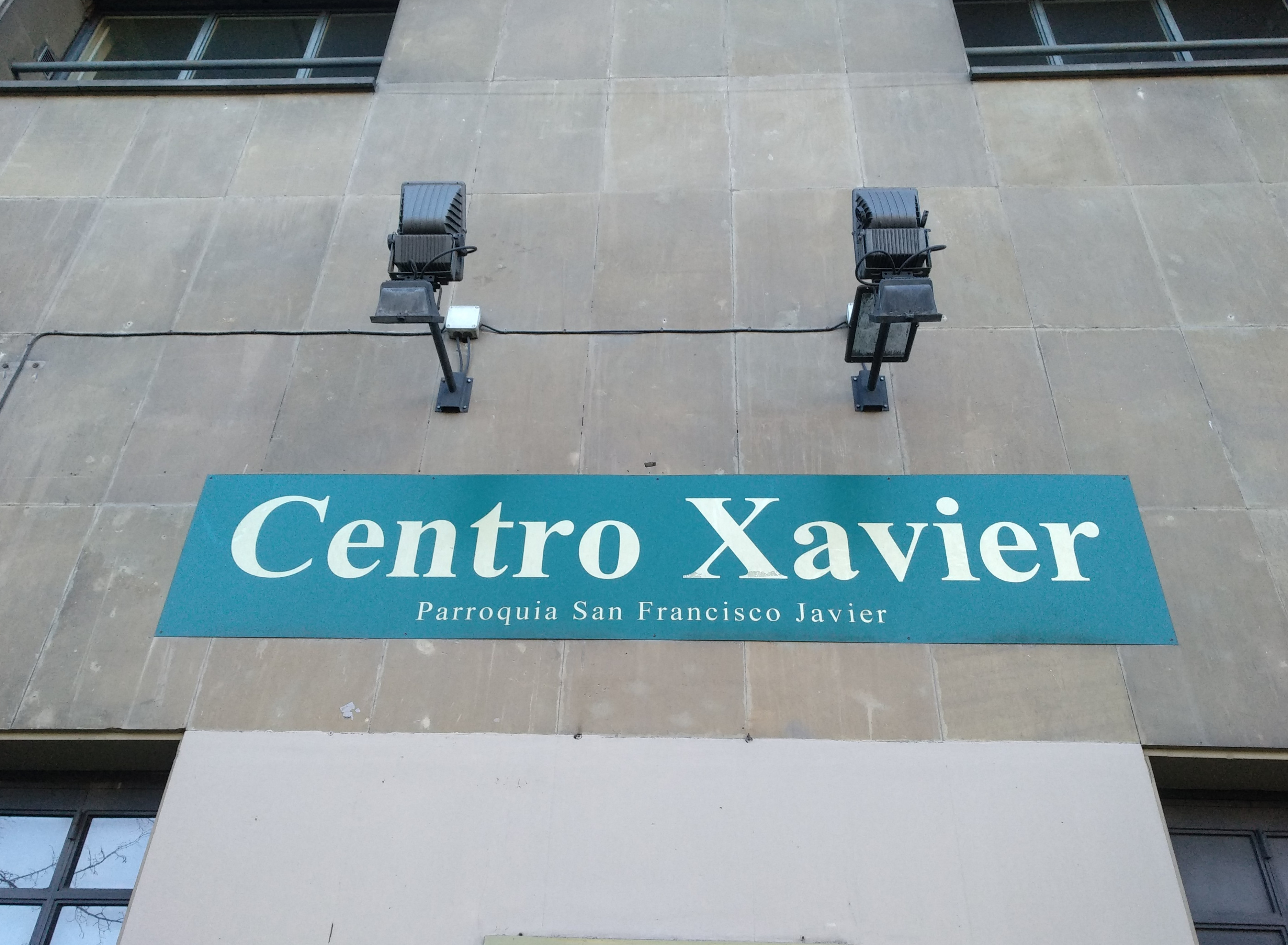
Centro Xavier, actualmente sede del Centro Animación Misionera "San Francisco Javier".

### El Centro Parroquial
Esta tercera parte se desarrolló entre 1966-1968, cuando se terminó de pagar el templo. Se realizó en año y medio y fue inaugurado el 4 de febrero de 1968, coincidiendo con los 25 años de su párroco, José Manuel Pascual, al frente y a modo de reconocimiento de su labor. Las obras incluyeron, además de un salón de actos (con aforo de 600 personas), un bar y el cine Xavier. Ambos fueron arrendados para contribuir con ello a hacer frente al presupuesto que llegó a situarse en más de dieciocho millones de pesetas.
Actualmente es sede del Centro Animación Misionera "San Francisco Javier", «un espacio para la animación, formación y cooperación misionera en Navarra, creado por Obras Misionales Pontificias (OMP), la Delegación Diocesana de Misiones de Pamplona y Tudela». Entre las actividades más populares que organiza están las Javieradas que cada año se celebran en el mes de marzo y cuyo origen se remonta al 4 de marzo de 1886, pero que regularmente se celebra sin interrupción desde el 4 de marzo de 1940.

## Proyecto innovador

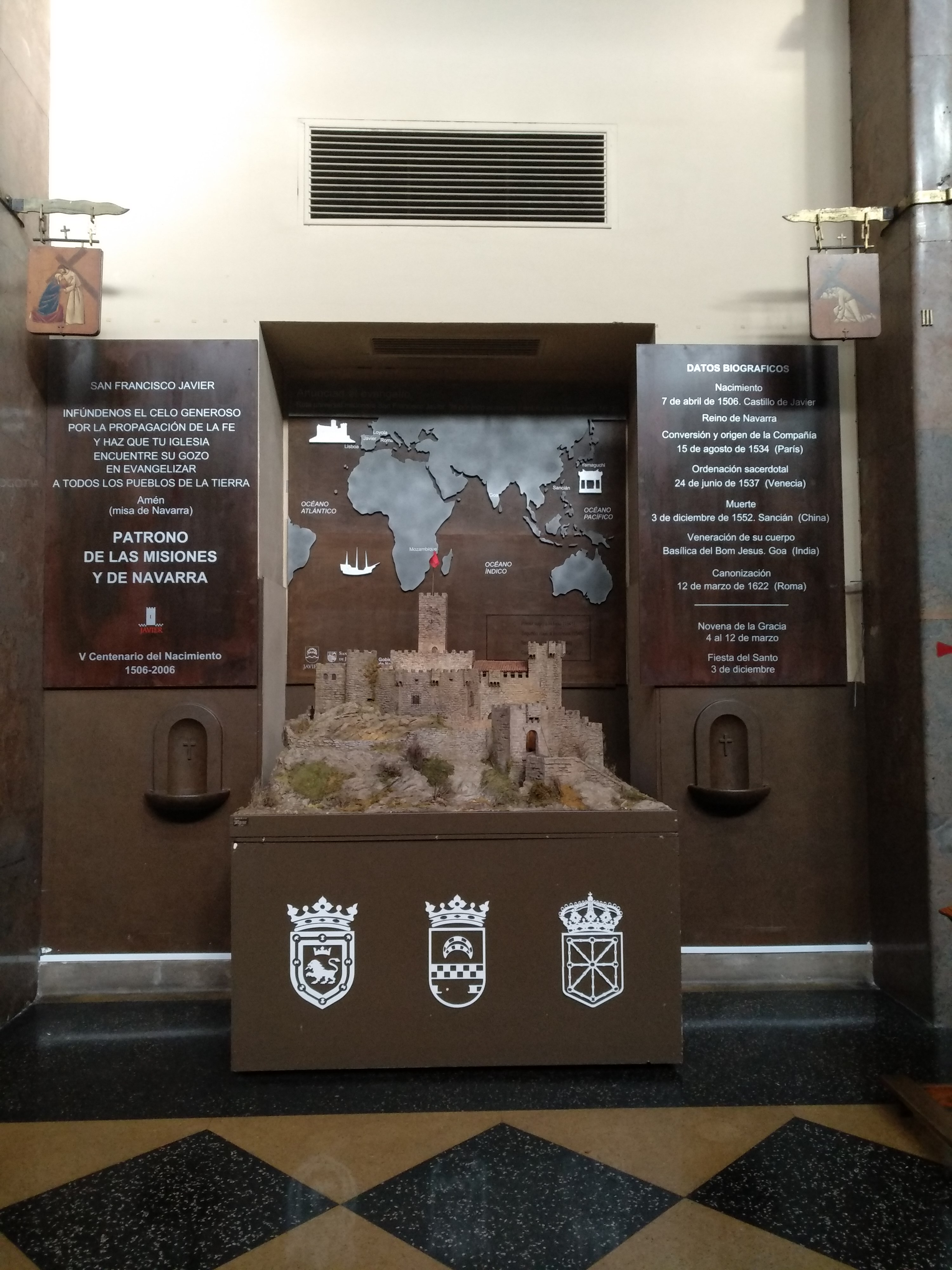
Maqueta del Castillo de Javier.

Levantada en un período preconciliar, el conjunto tuvo la perspicacia y el atrevimiento de adelantarse a su tiempo hasta el punto de que, arquitectónicamente hablando, se asemeja más a las iglesias postconciliares, levantadas una década más tarde, buscando espacios únicos e integradores donde participen los fieles en las celebraciones sin establecer jerarquías. Se aleja de las corrientes historicistas. Aún consciente de la polémica que tal proyecto supuso en algunos sectores más conservadores, fue una construcción con la que Pamplona se alejaba del eclecticismo predominante en una sociedad de posguerra que trataba de mirar al futuro.

“Quizás sea esta Iglesia la que más se aproxime, en lo arquitectónico a las construcciones «postconciliares», ya que el interior es un espacio homogéneo, no compartimentado, a diferencia de sus contemporáneas. Los elementos constructivos respiran ya tintes de modernidad.”

“...fue San Francisco Javier la construcción con la que se abrió paso en Pamplona la arquitectura moderna de posguerra, alejándose del eclecticismo que predominaba todavía en nuestra ciudad.”

## Curiosidades
En el interior actual de la iglesia se levanta una maqueta a escala del Castillo de Javier ante un mural, un mapamundi, donde se muestran los viajes del misionero que San Francisco de Javier realizó por todo el orbe. Esta maqueta, como reza en la placa, es obra de María Pilar Gómara y de José María Tabar. Pilar Gómara recibió recientemente, por su labor en favor del belenismo, la Medalla de Oro de la Federación Española de Belenistas.